# Biserica de lemn din Dealu Mare, Maramureș

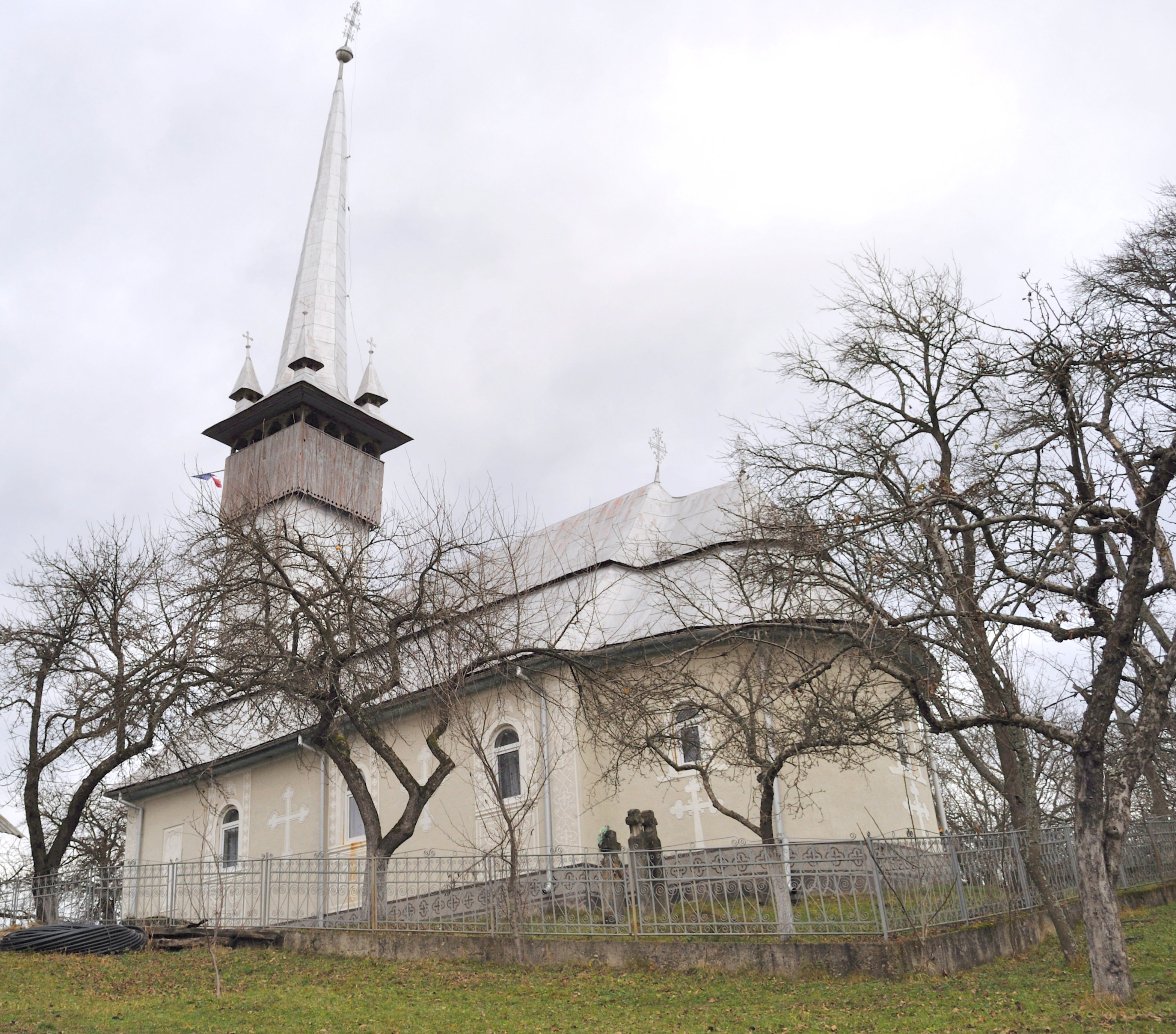
Biserica de lemn Sfinții Arhangheli Mihail și Gavriil din Dealu Mare, comuna Coroieni, județul Maramureș, foto: noiembrie 2010.

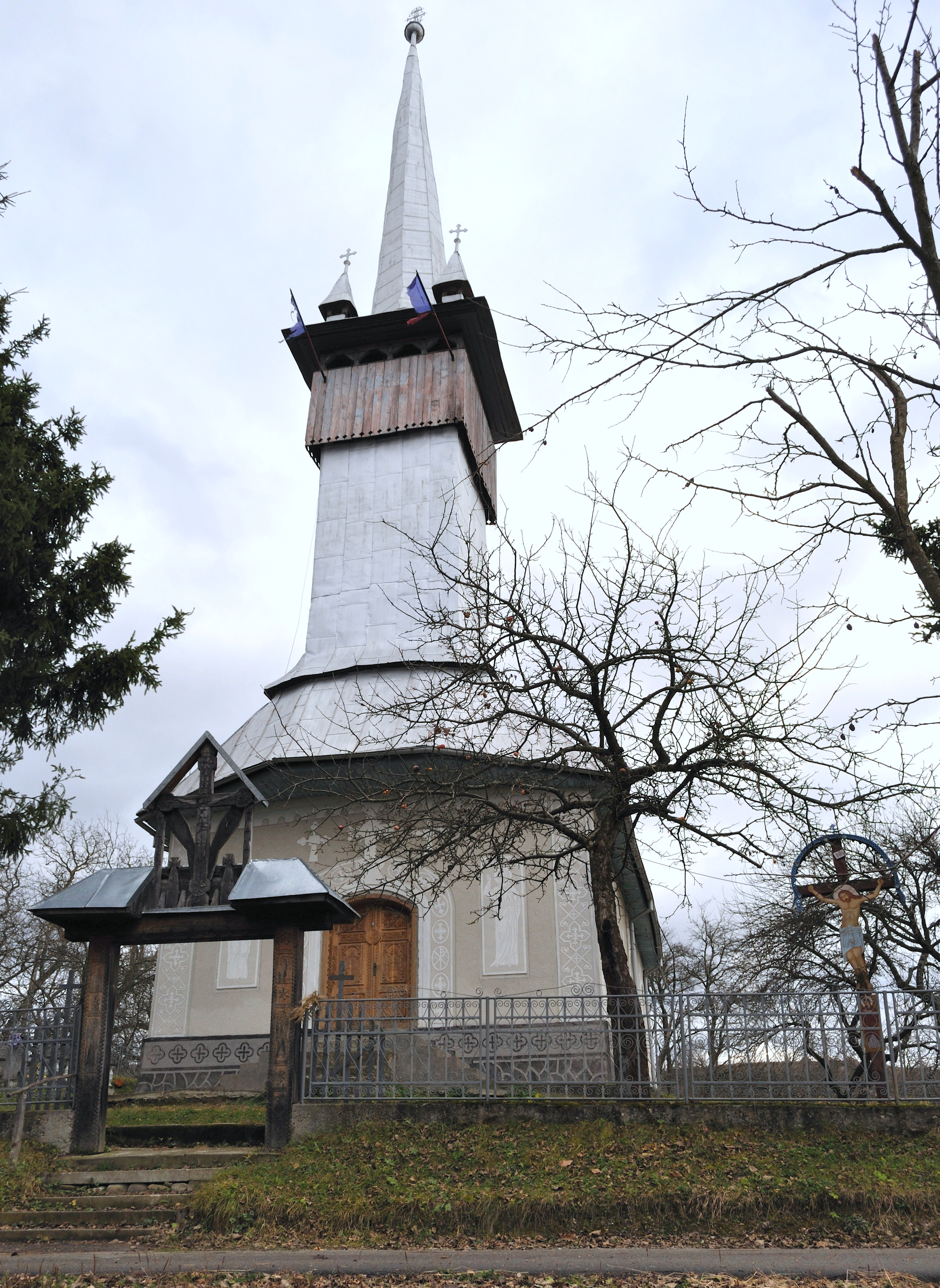
Biserica (vest)

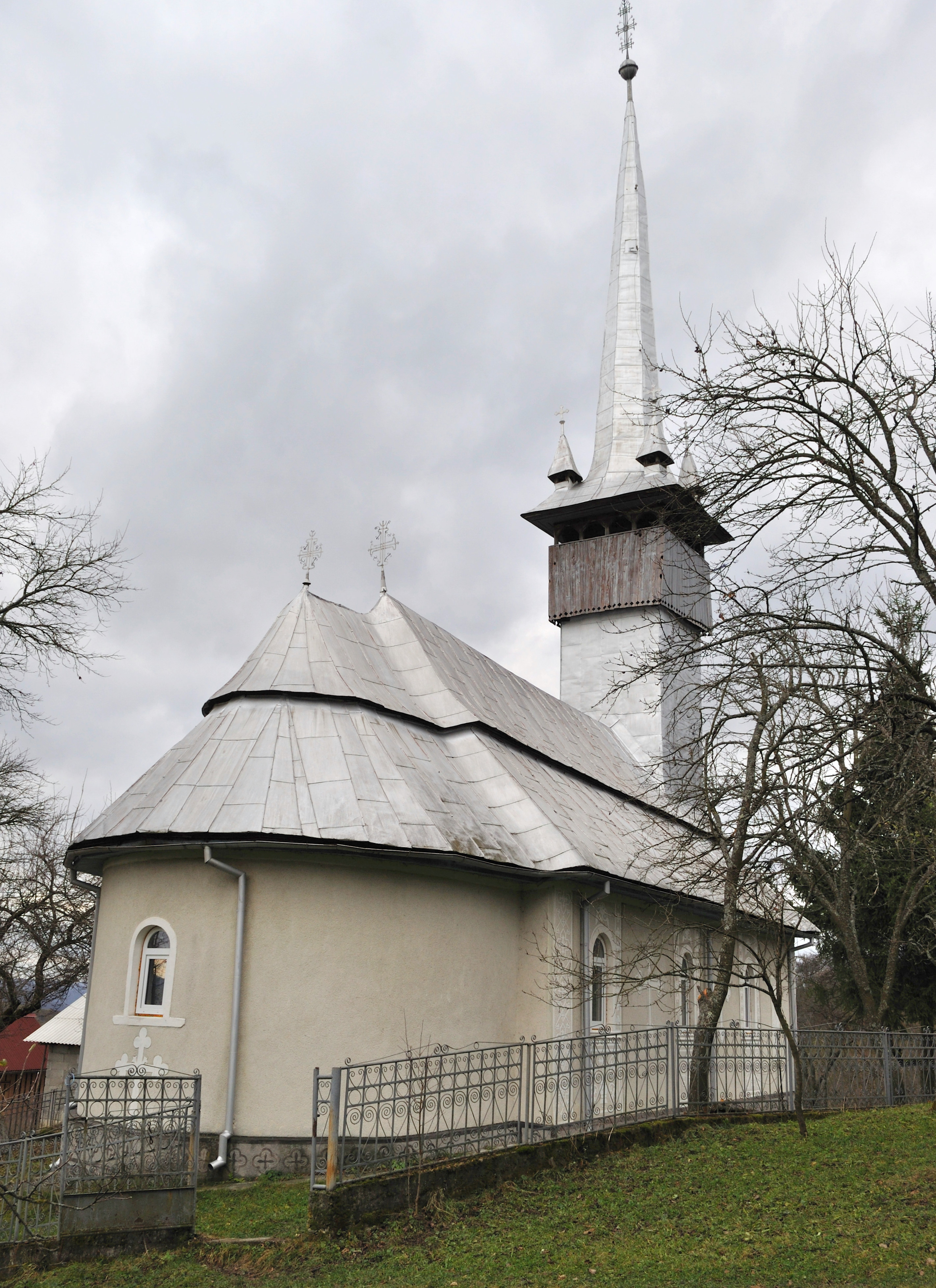
Biserica (nord-est)

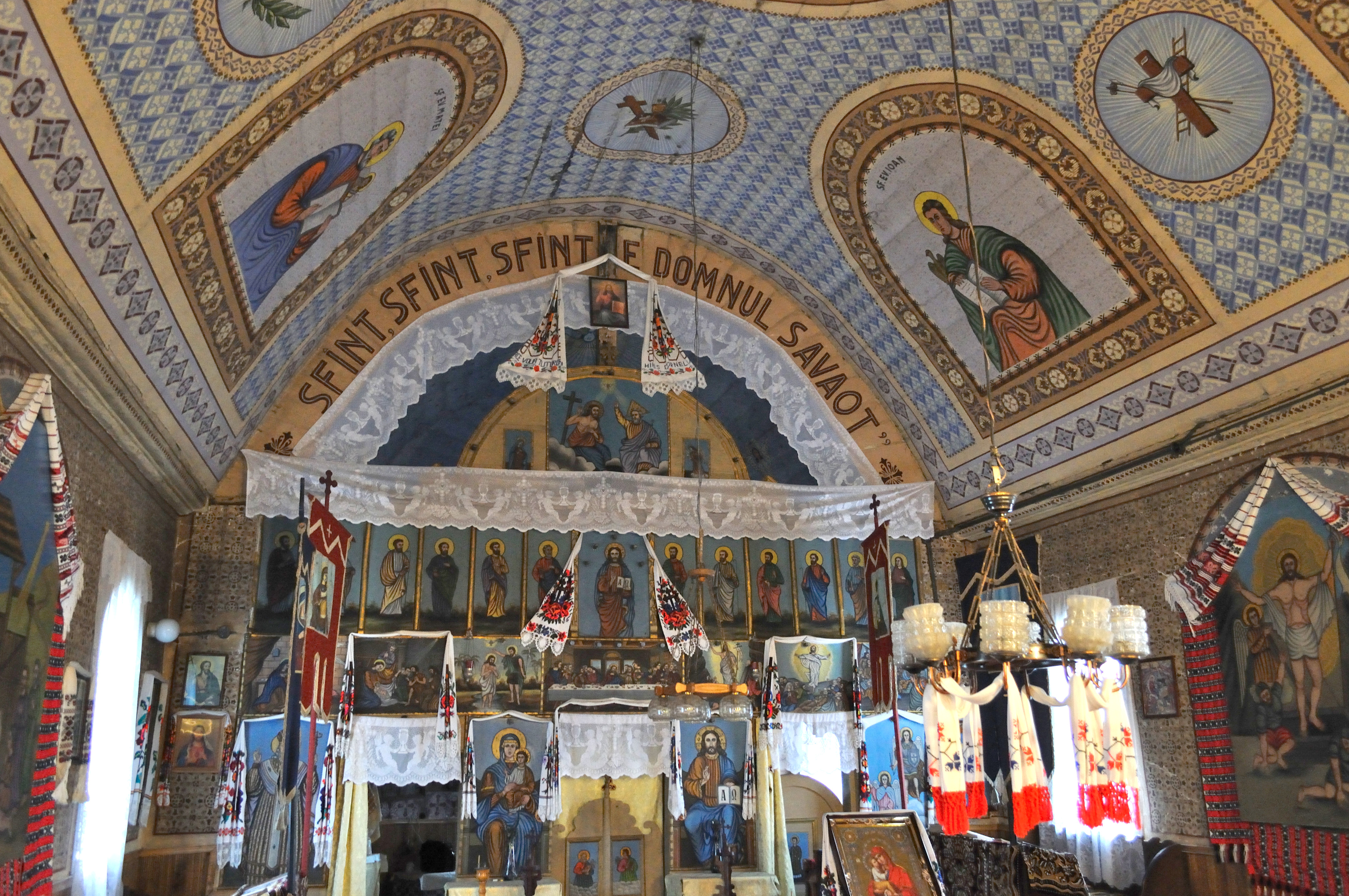
Interiorul navei

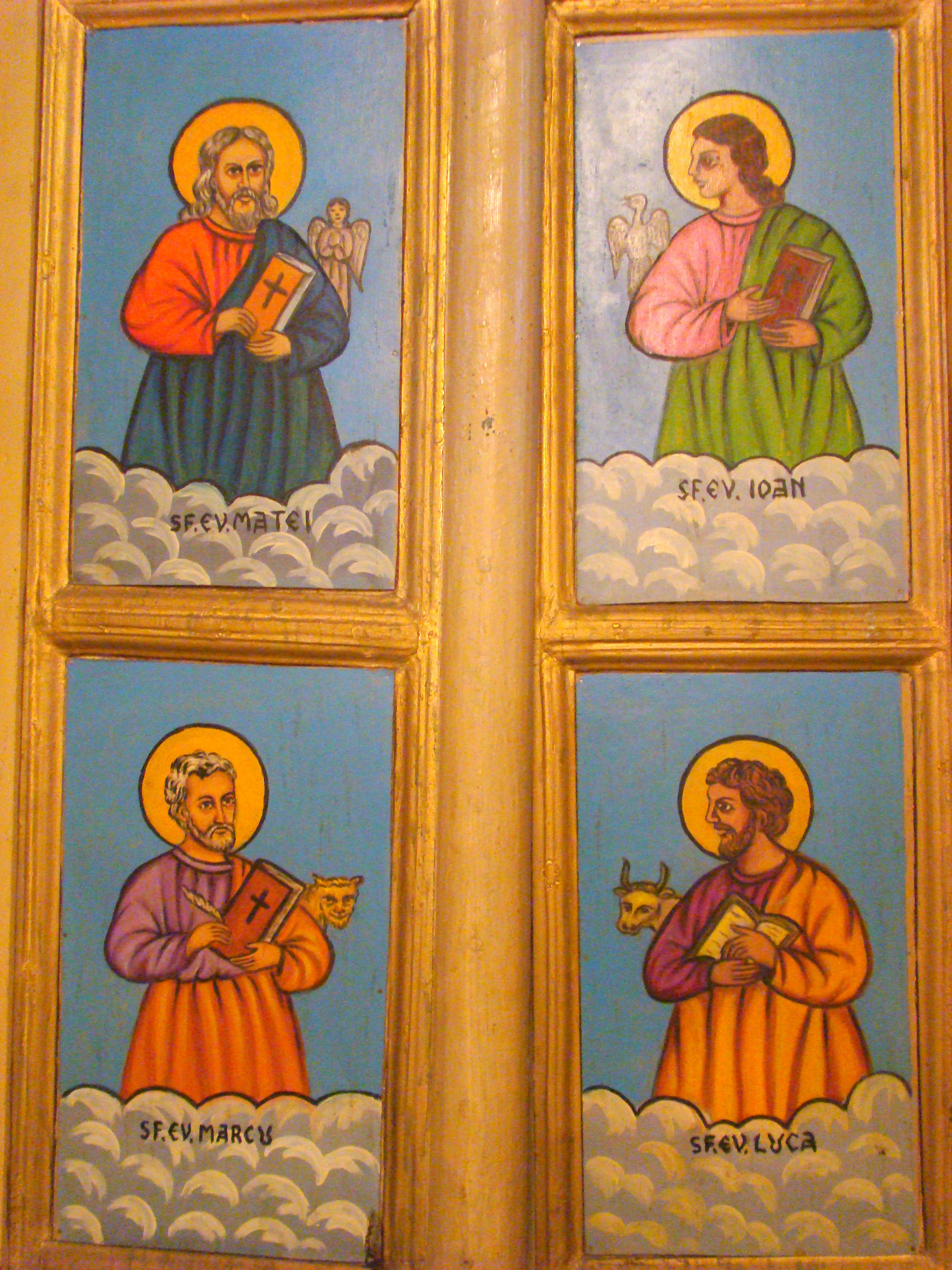
Ușile împărătești (detaliu)

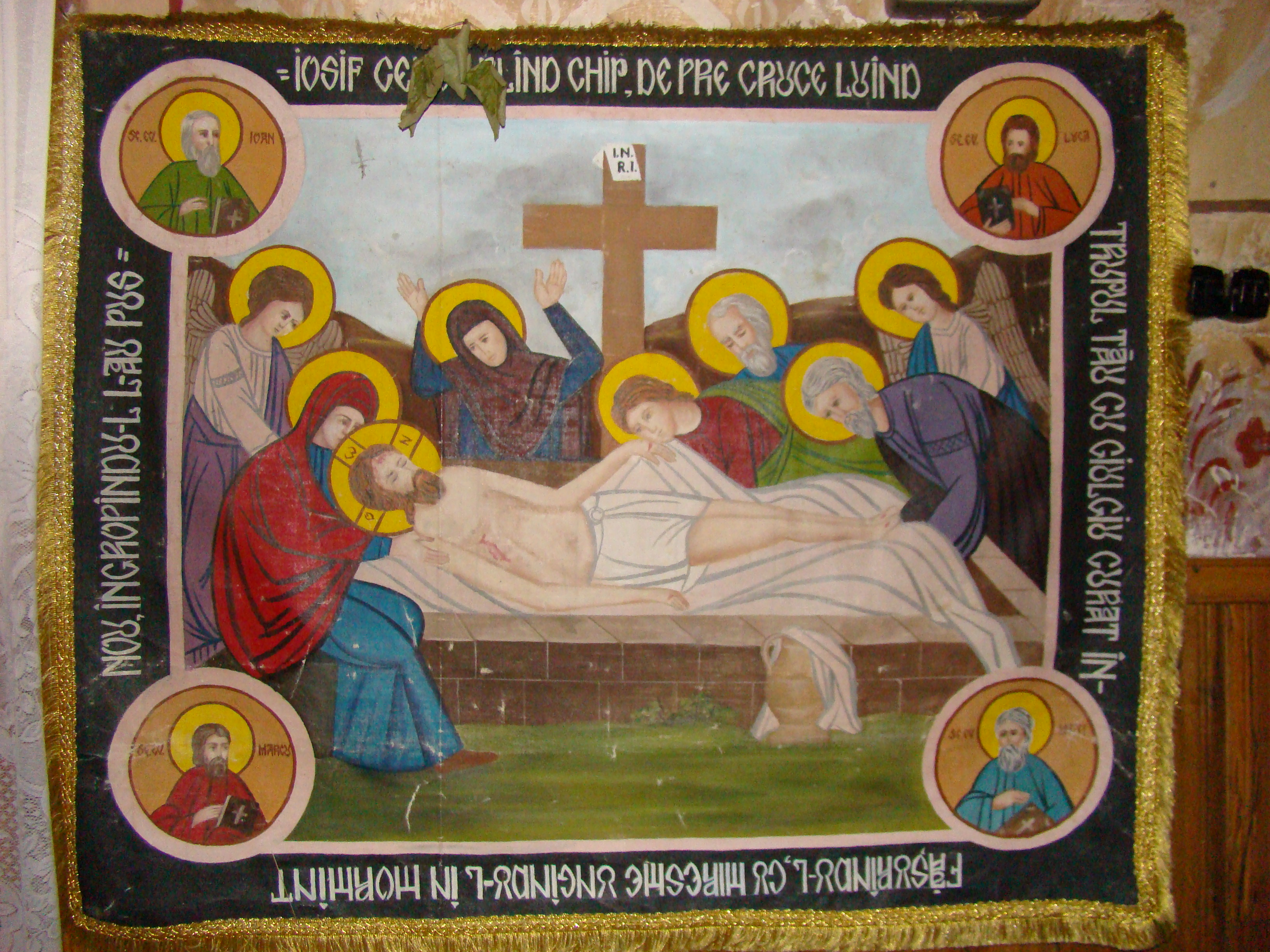
Epitaful

Biserica de lemn din Dealu Mare, comuna Coroieni, județul Maramureș a fost ridicată în secolul al XIX-lea (1875). Are hramul „Sfinții Arhangheli Mihail și Gavriil”. Lăcașul nu figurează pe lista nouă a monumentelor istorice.

## Istoric și trăsături
Localitatea Dealu Mare este atestată documentar din anul 1571, atunci când purta denumirea maghiară de „Uyffalu". De-a lungul timpului, această localitate a purtat mai multe denumiri (Dilleofalva, Dalmare, Dalmar, Dalmareu, Dombhat) până la denumirea actuală de Dealu Mare.
Biserica a fost ridicată în anul 1875 și are hramul Sfinților Arhangheli Mihail și Gavriil. Pentru construcția acestui lăcaș au fost folosite lemne de stejar așezate pe o fundație de piatră. Lemnele au fost tăiate și aduse de săteni de pe dealurile care împrejmuiesc localitatea.
Pereții sunt tencuiți atât în interior, cât și în exterior (cu terasit alb). La sfârșitul anilor ’80, s-au făcut reparații capitale ale bisericii, care au inclus, printre altele, și „tencuieli exterioare cu praf de piatră și ciment alb". Aceste modificări sunt trecute ca necesare într-un memoriu justificativ, trimis Arhiepiscopiei Ortodoxe din Cluj, și care specifică faptul că biserica cu pricina nu este declarată monument istoric și de arhitectură. Lucrările de reparație au costat, la vremea respectivă, 98.400 lei.
Lucrările de izolare prin tencuială, menite să îmbunătățească confortul termic ar fi afectat iremediabil multe porțiuni din lemn, din cauza umezelii și sufocării la care a fost supus sub acea tencuială.
„Ca să afli multe lucruri interesante despre această biserică, ar trebui dată jos toată tencuiala care i-a fost aplicată. Însă mă tem că multe porțiuni din lemnul care compune pereții se află într-o stare avansată de degradare, ținând cont de mediul umed și lipsit de oxigen la care a fost supus".
Acoperișul a suferit și el modificări. Dacă inițial biserica a fost acoperită cu șindrilă, între anii 1960 și 1961, lăcașul a fost acoperit cu tablă zincată. Și în interior s-au făcut modificări. Patru mari icoane vechi, pictate pe pereții bisericii, au fost acoperite de niște panouri din placaj, pe care s-a pictat, încercând să se imite, într-o manieră grosolană, imaginile regăsite sub acestea.
Din patrimoniul mobil al bisericii fac parte câteva icoane pictate pe lemn, un potir din lemn și câteva cărți de cult, printre care se remarcă „Noul Testament" al lui Simion Ștefan (din anul 1648) și „Octoihul Mic" (din anul 1898).

## Imagini din exterior

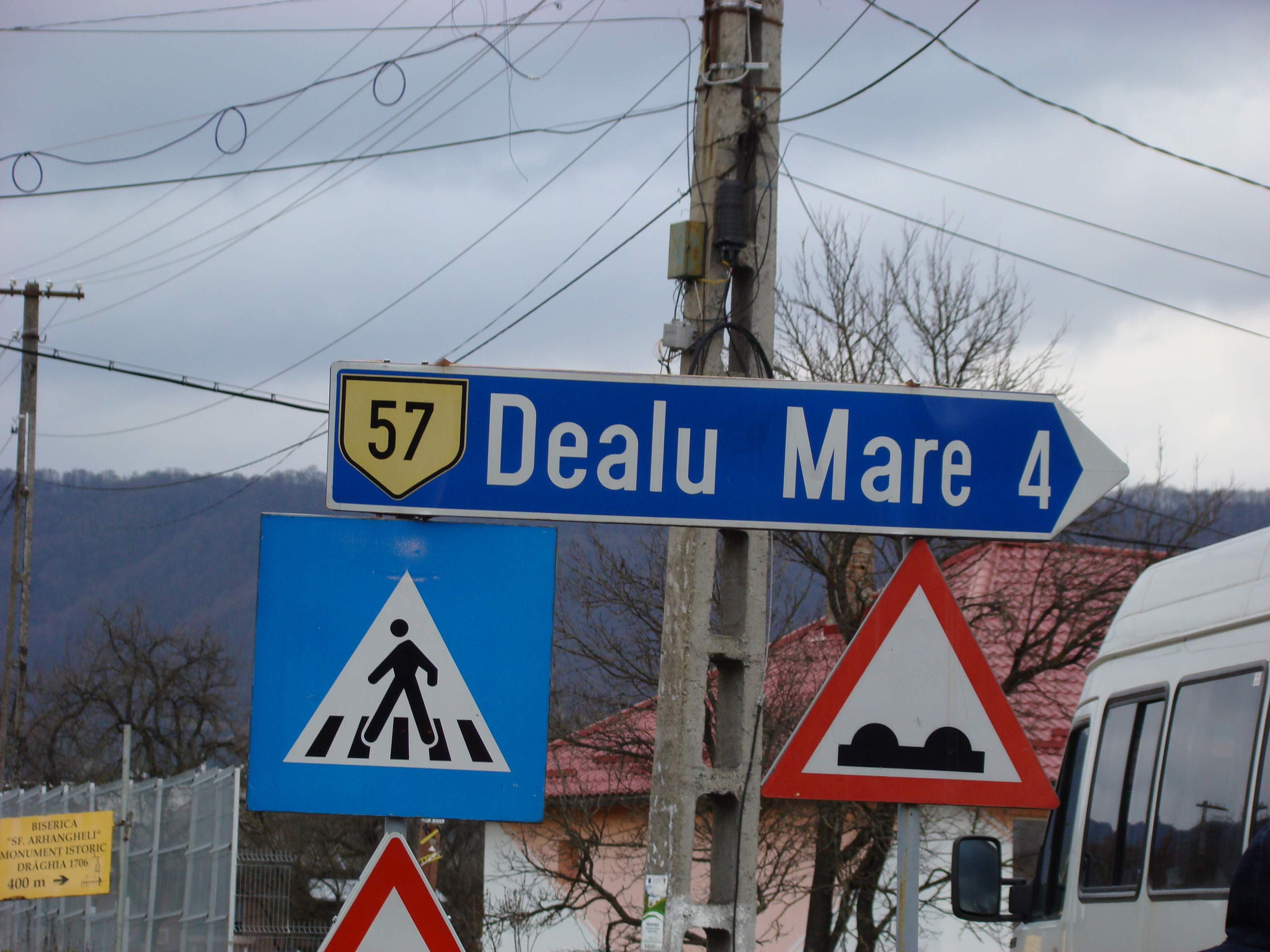
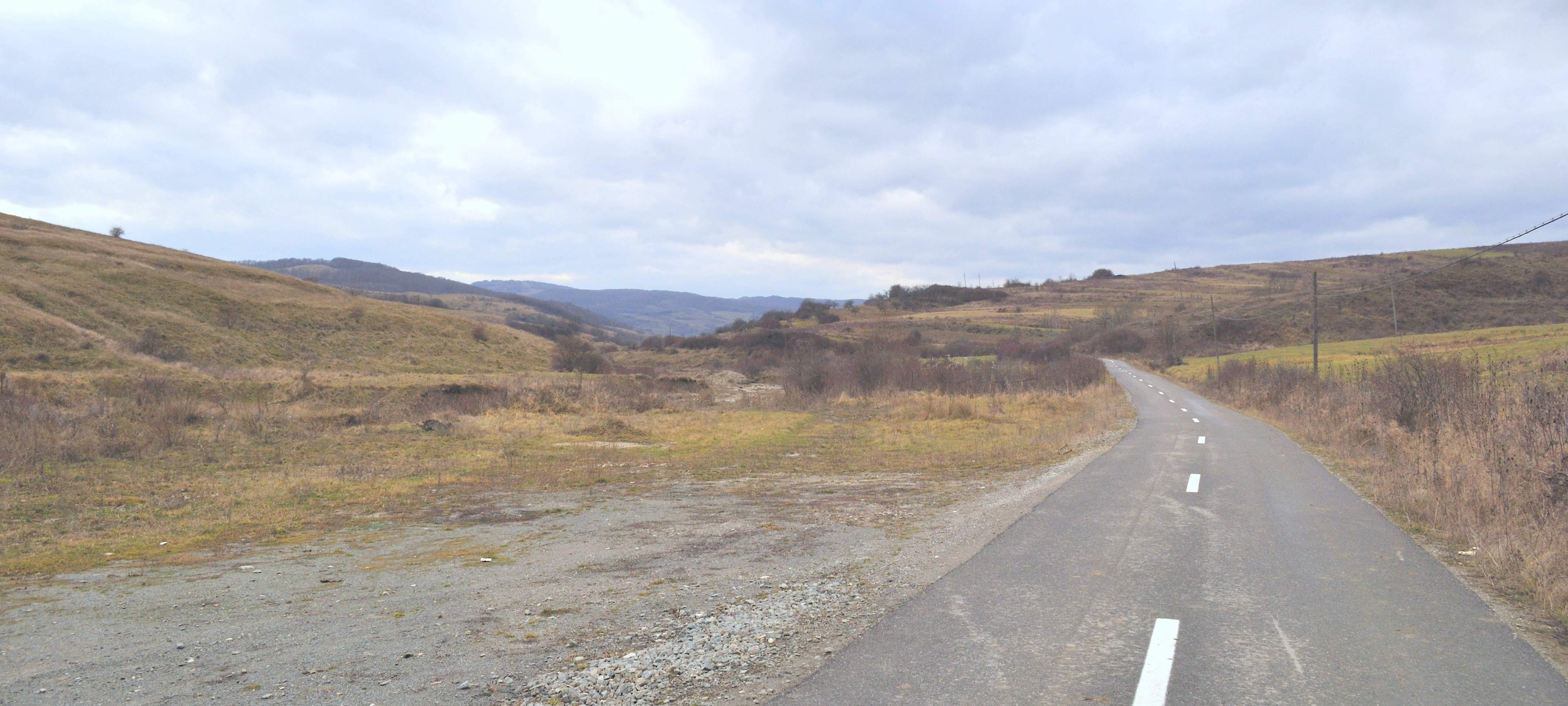
Drumul spre biserică
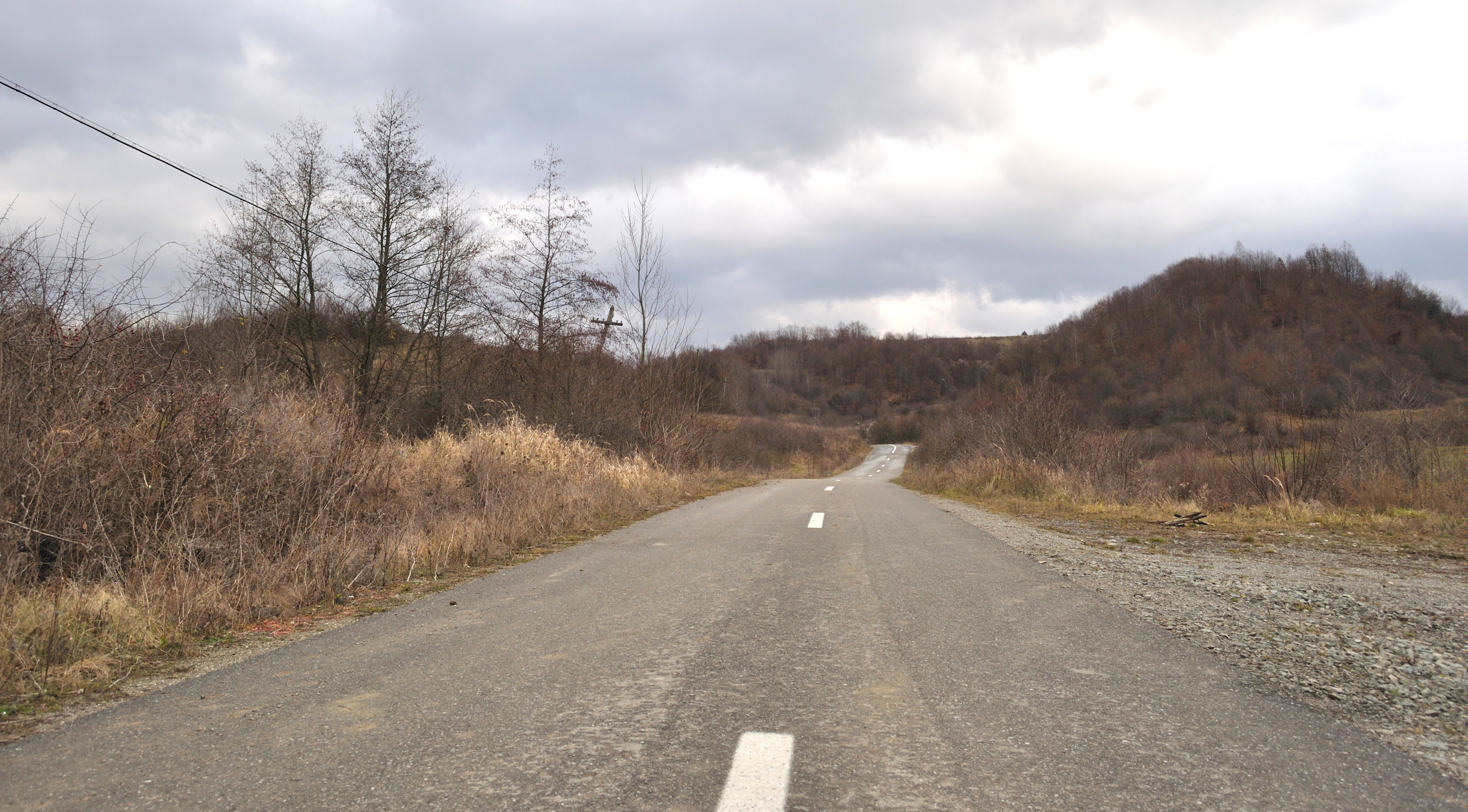
Drumul spre biserică
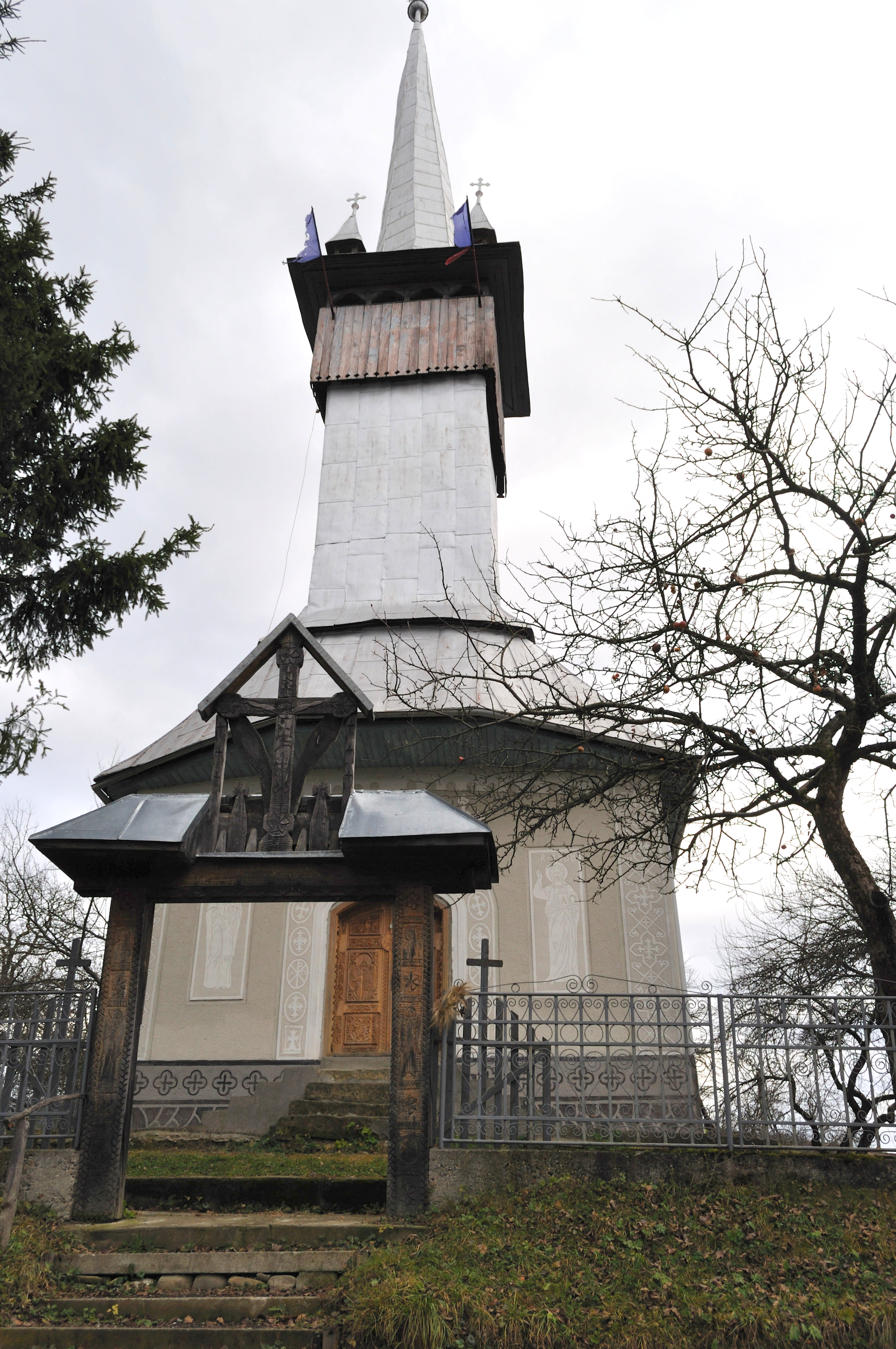
Biserica (vest)
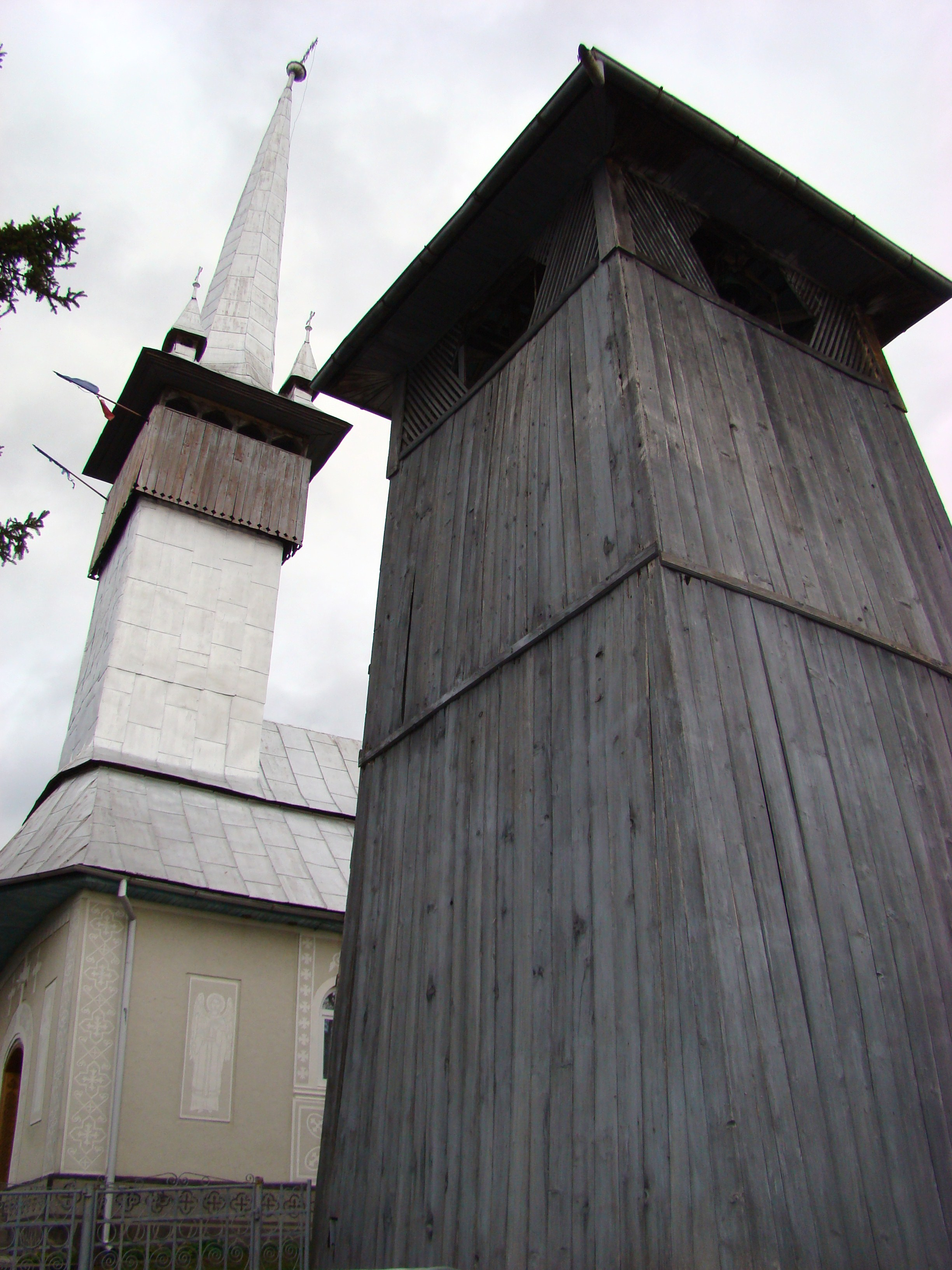
Biserica și clopotnița
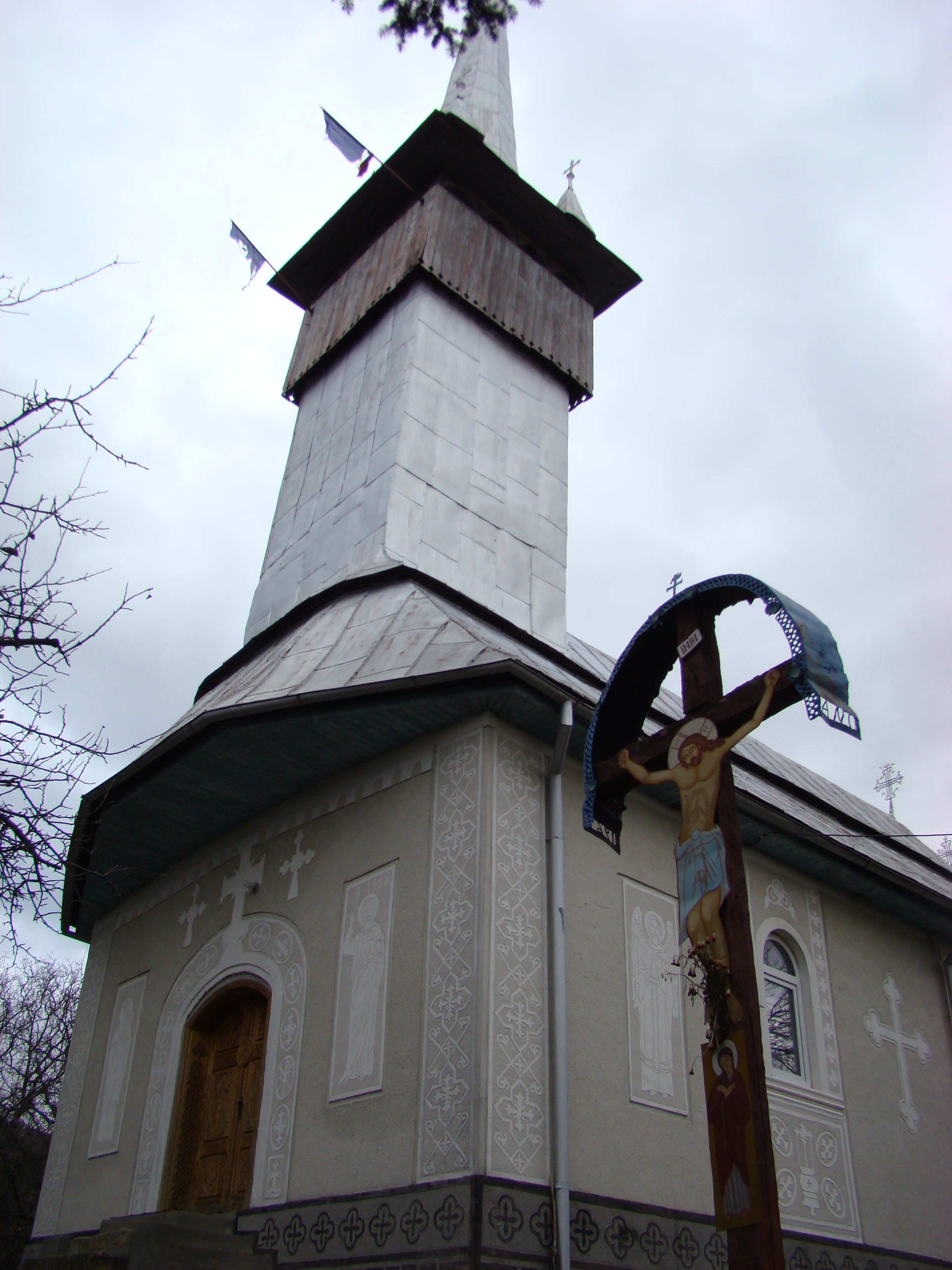
Biserica (sud-vest)
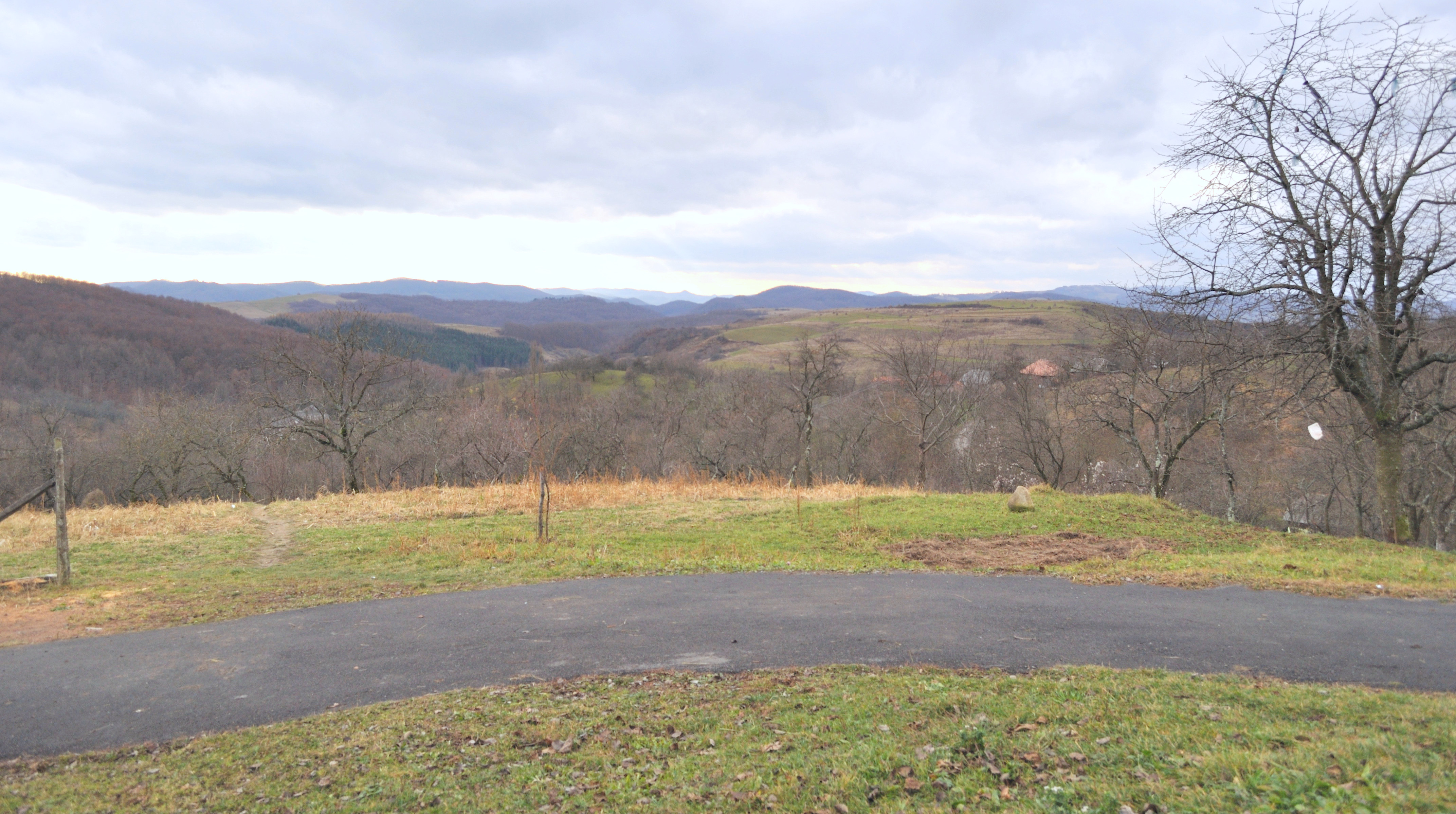
Împrejurimile bisericii
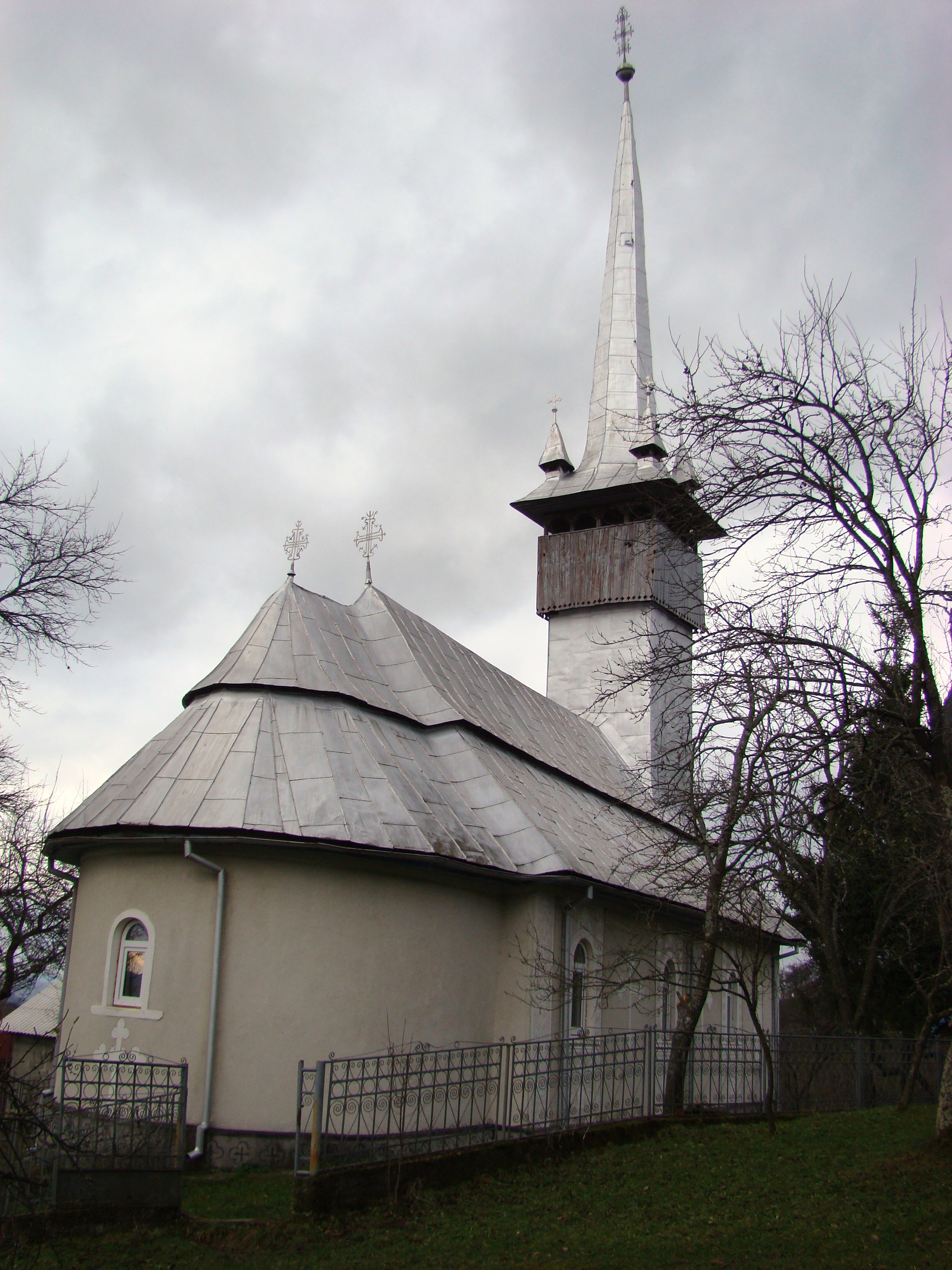
Biserica (nord-est)
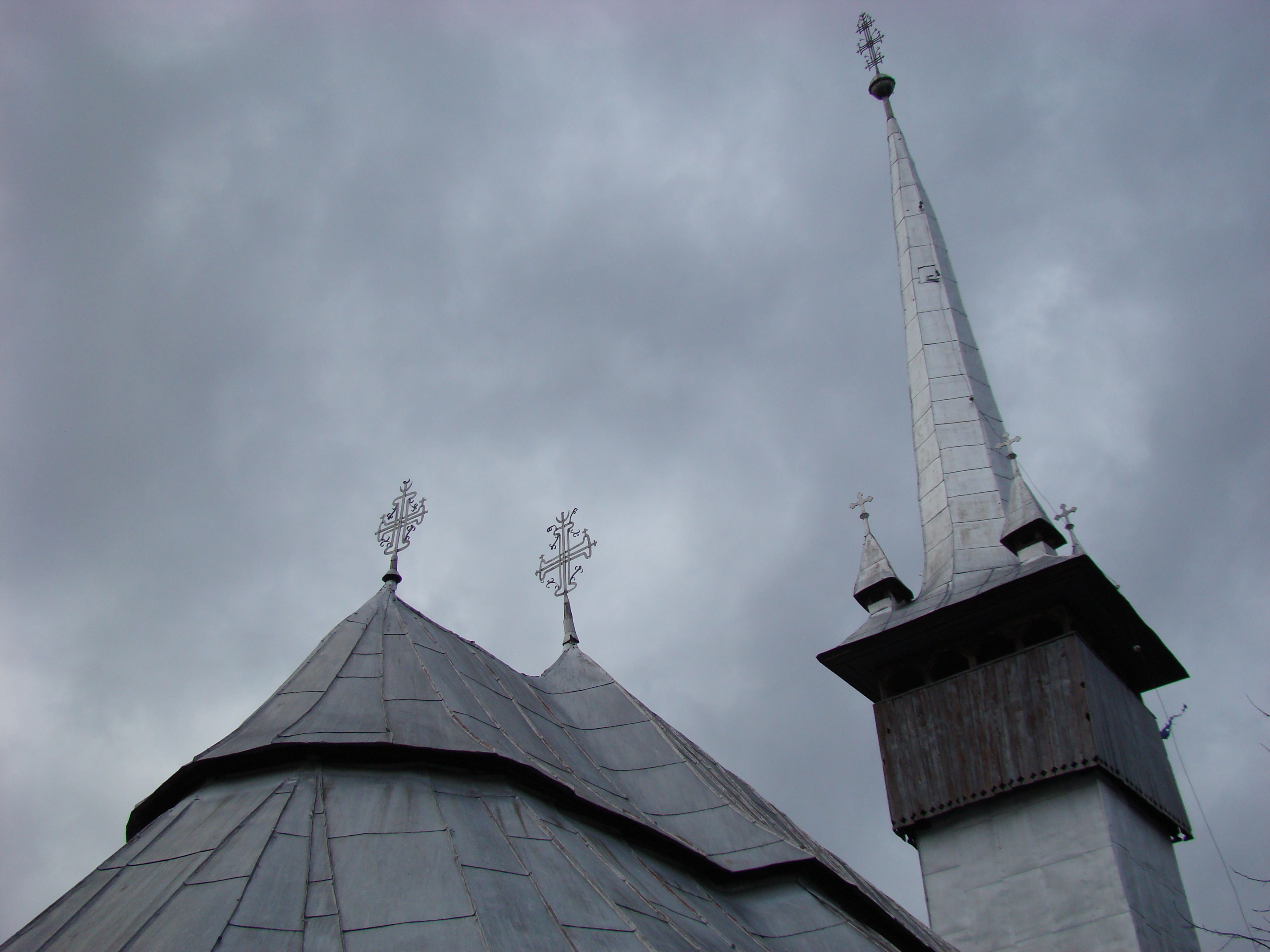
Turnul
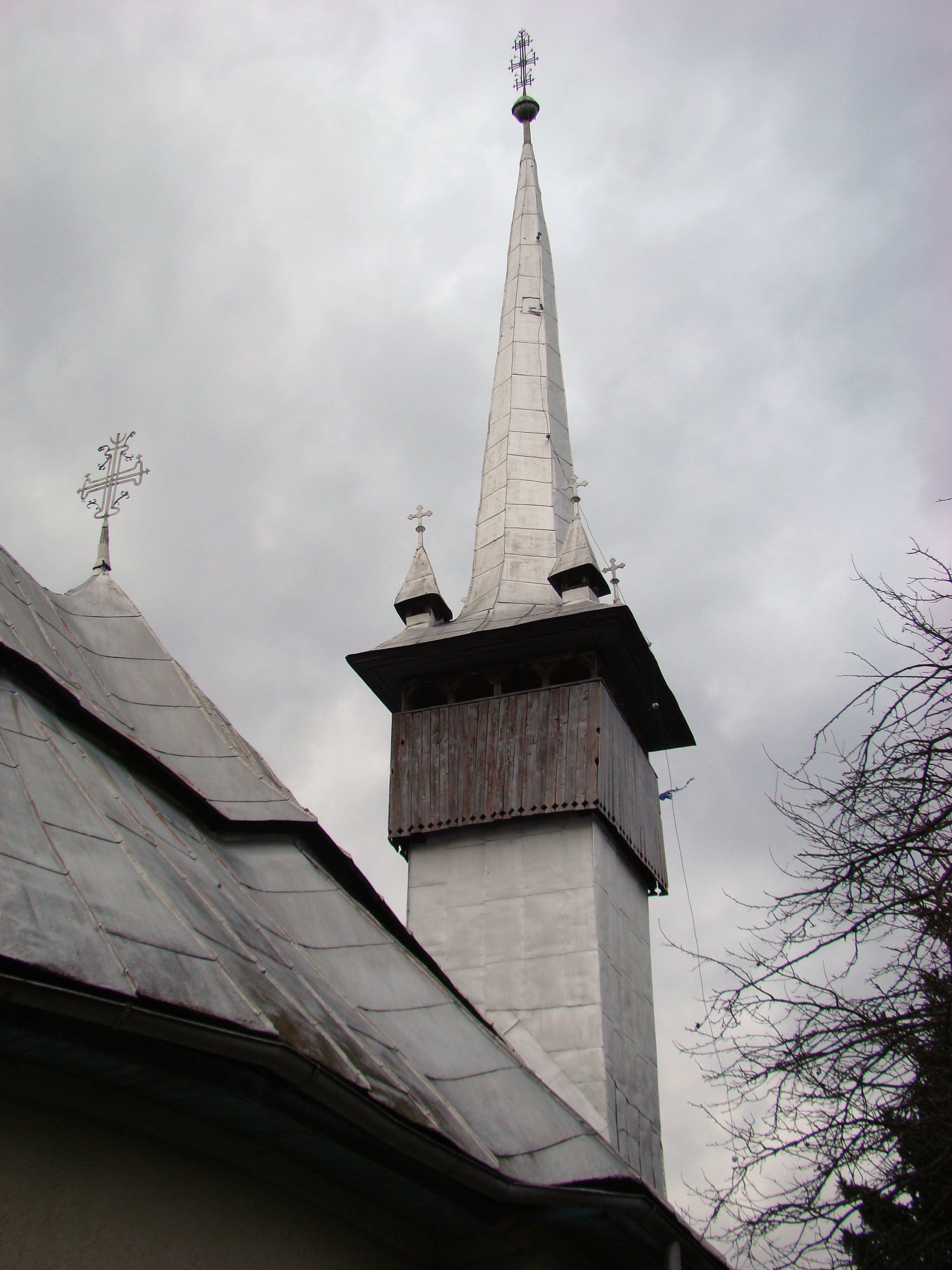
Turnul
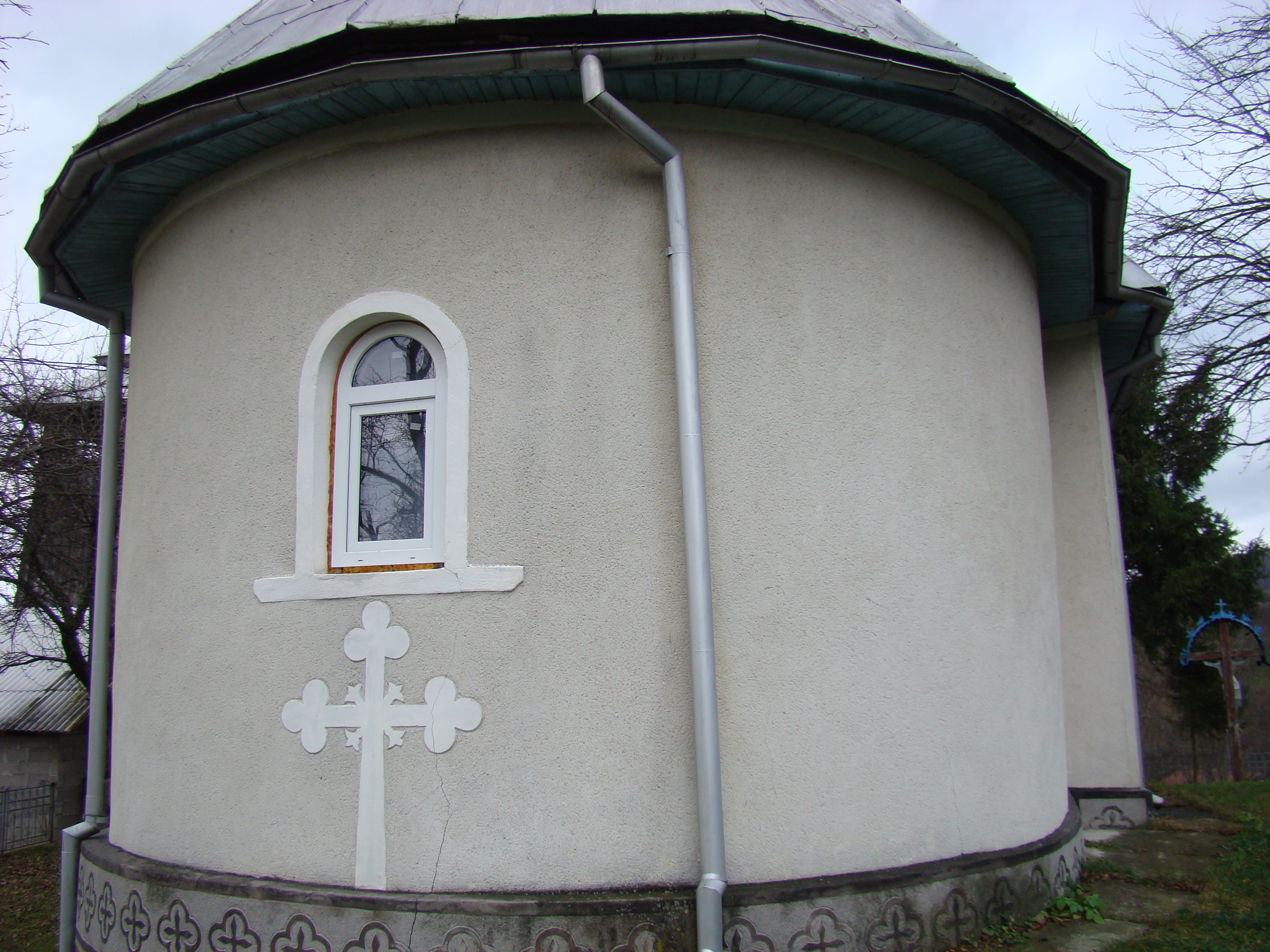
Absida altarului
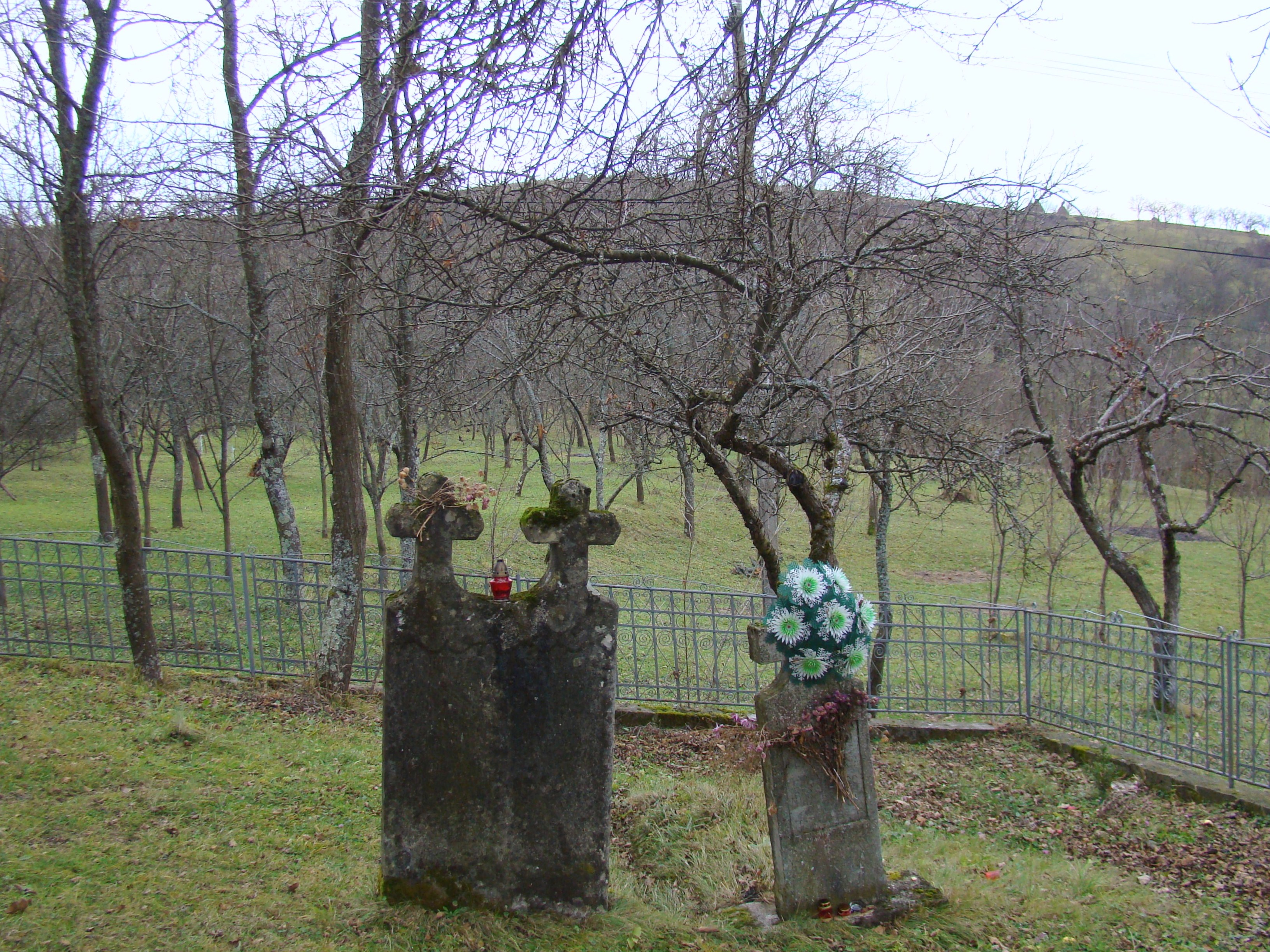
Împrejurimile bisericii
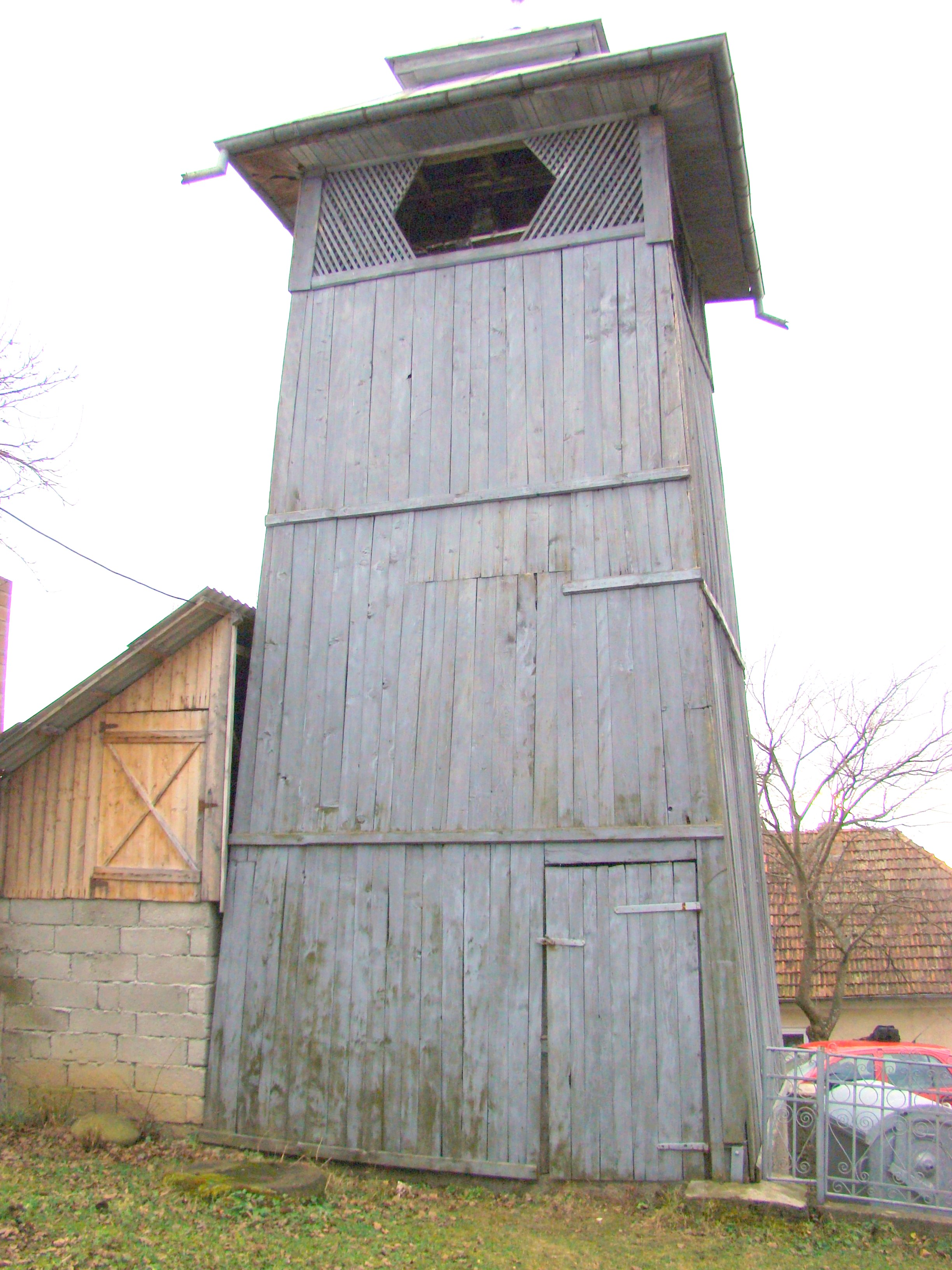
Clopotnița
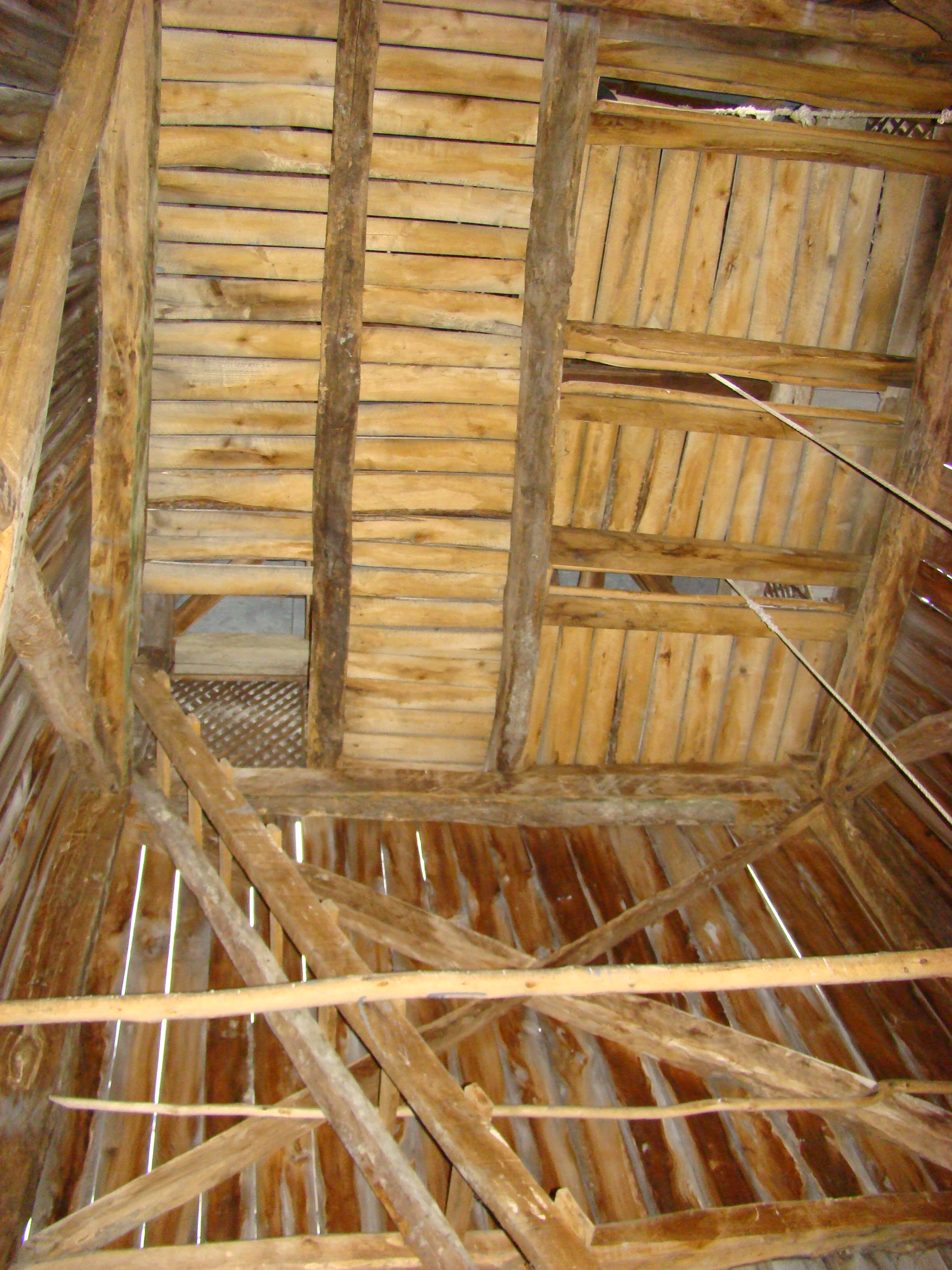
Clopotnița (interior)
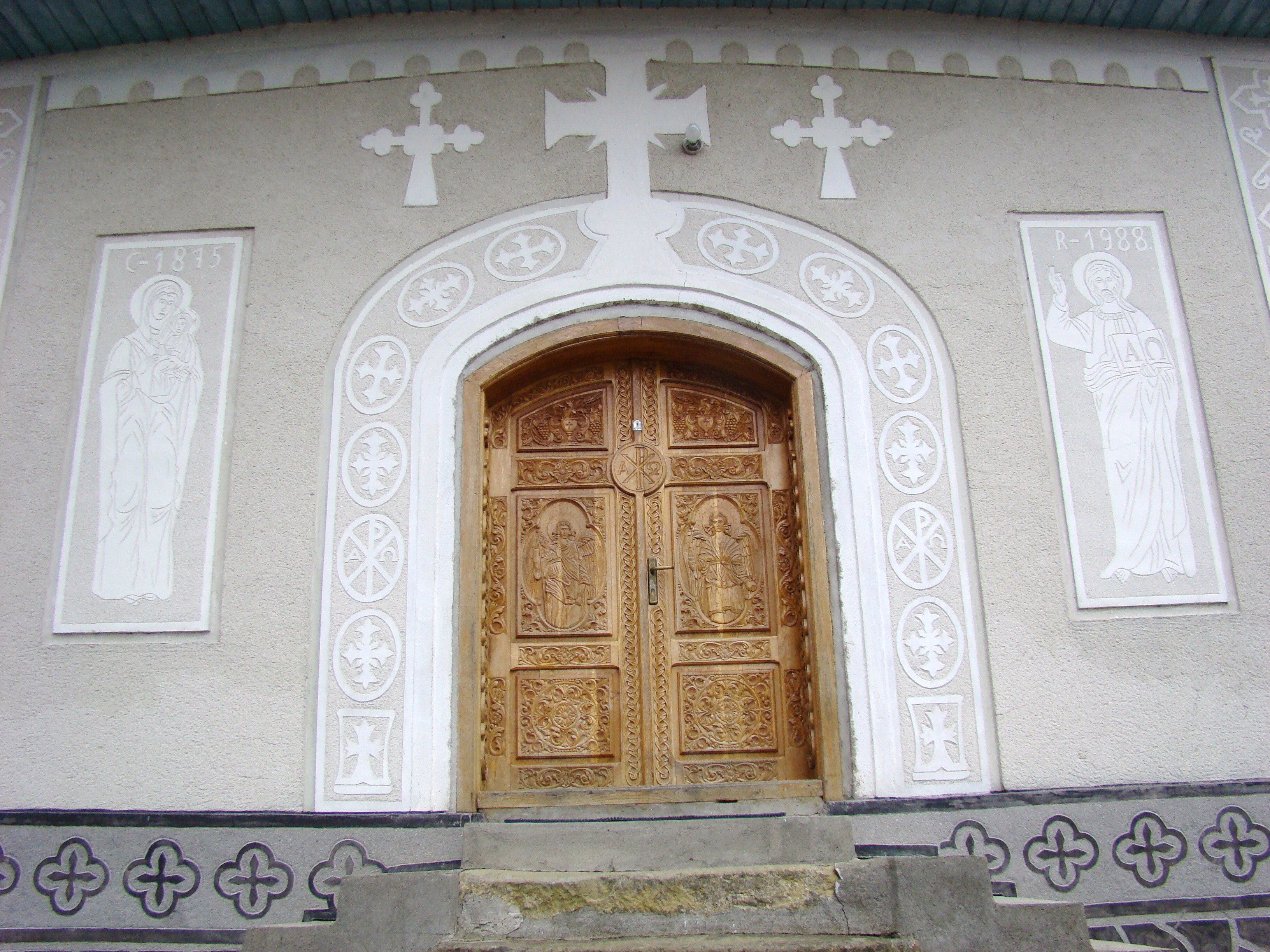
Intrarea
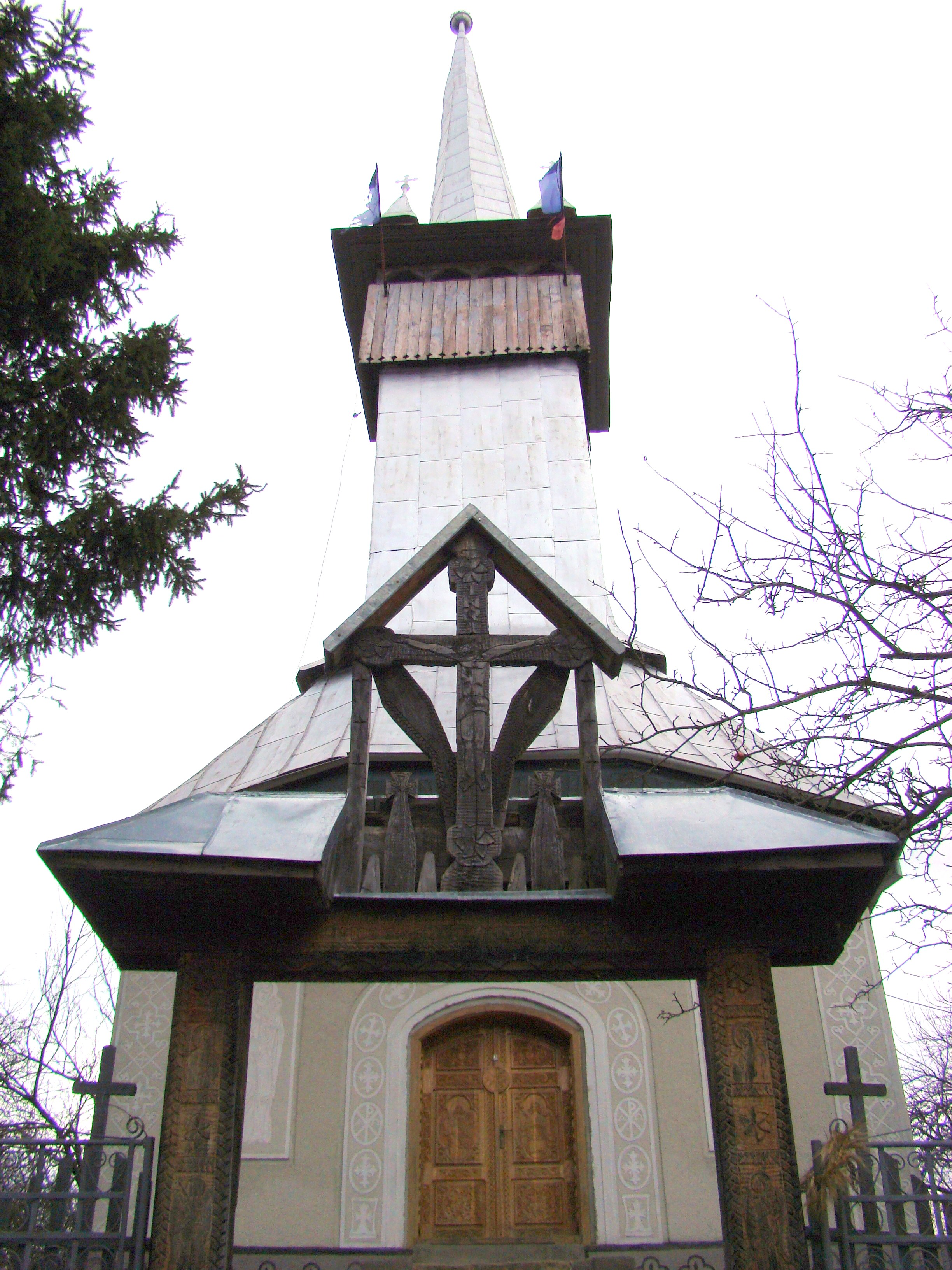
Biserica (vest)
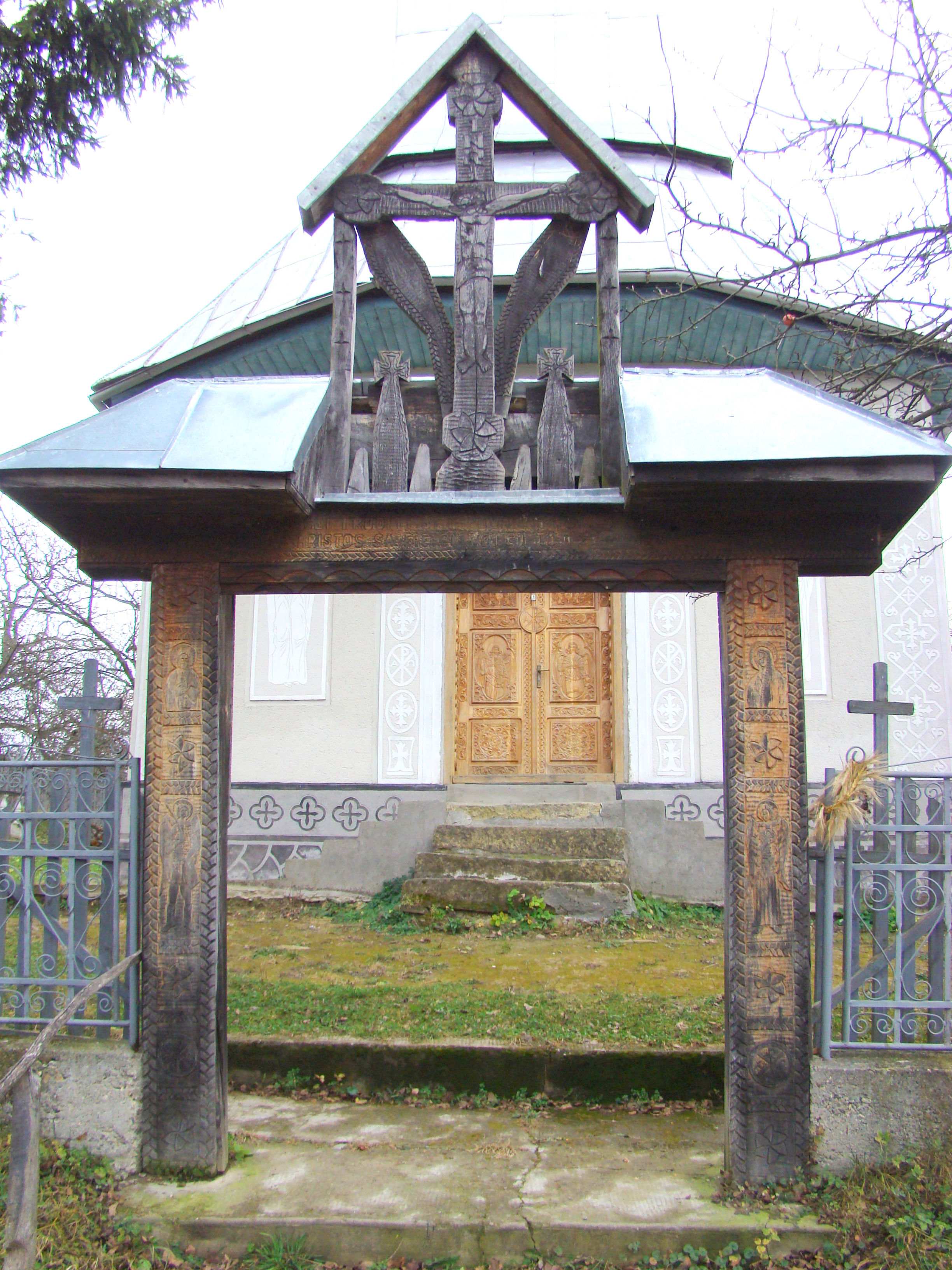
Poarta
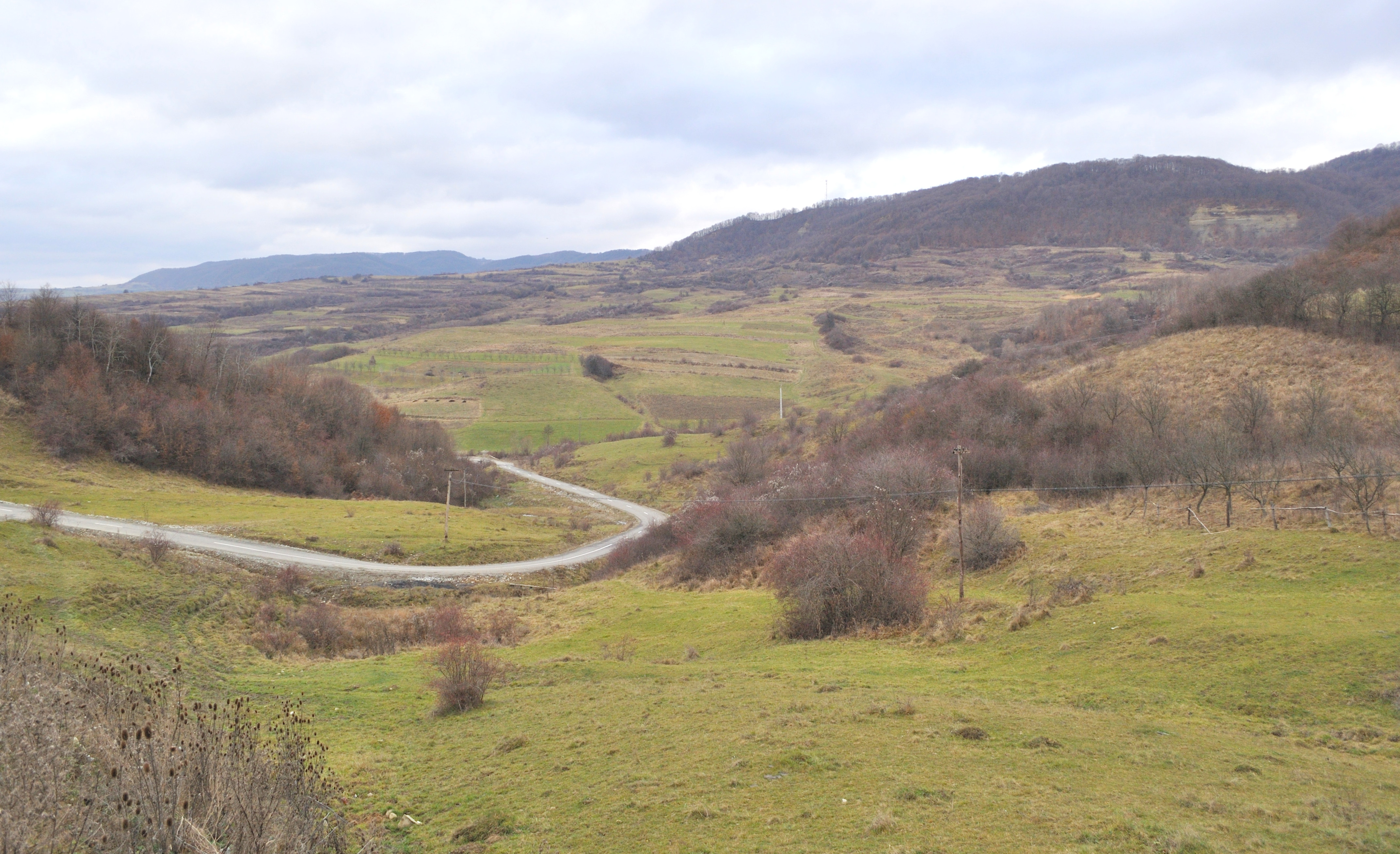
Drumul spre biserică
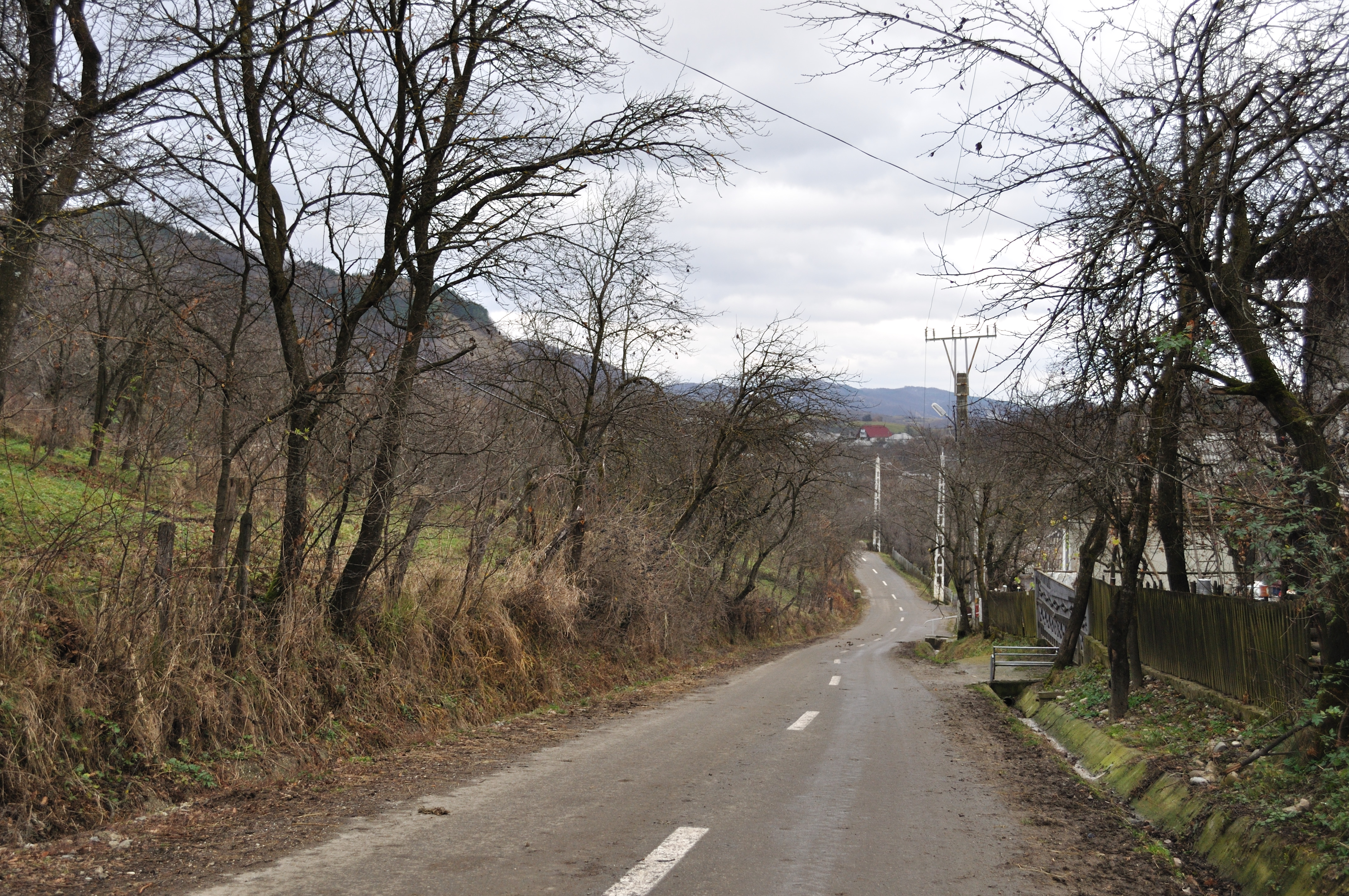
Drumul spre biserică

## Imagini din interior

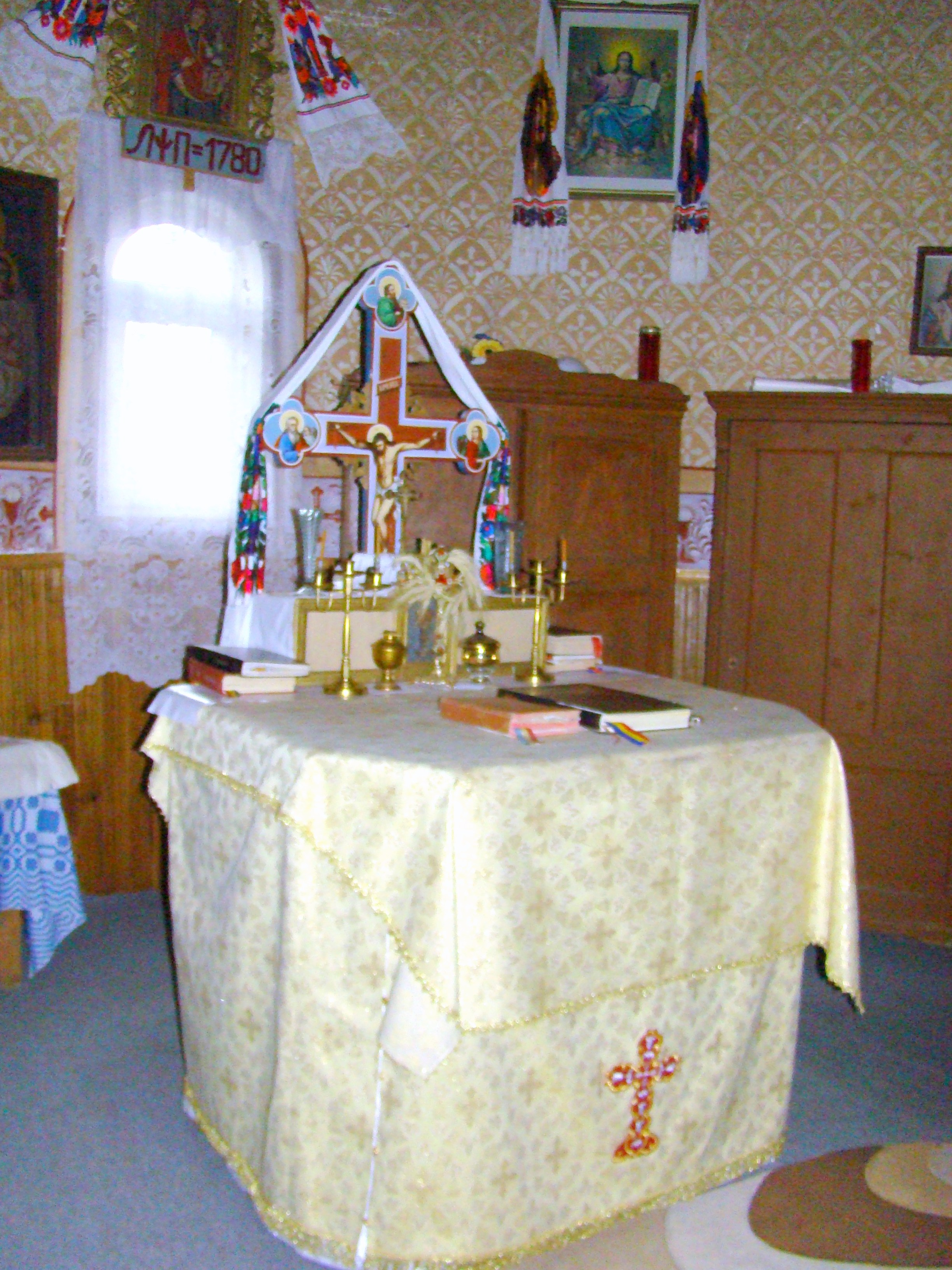
În altar
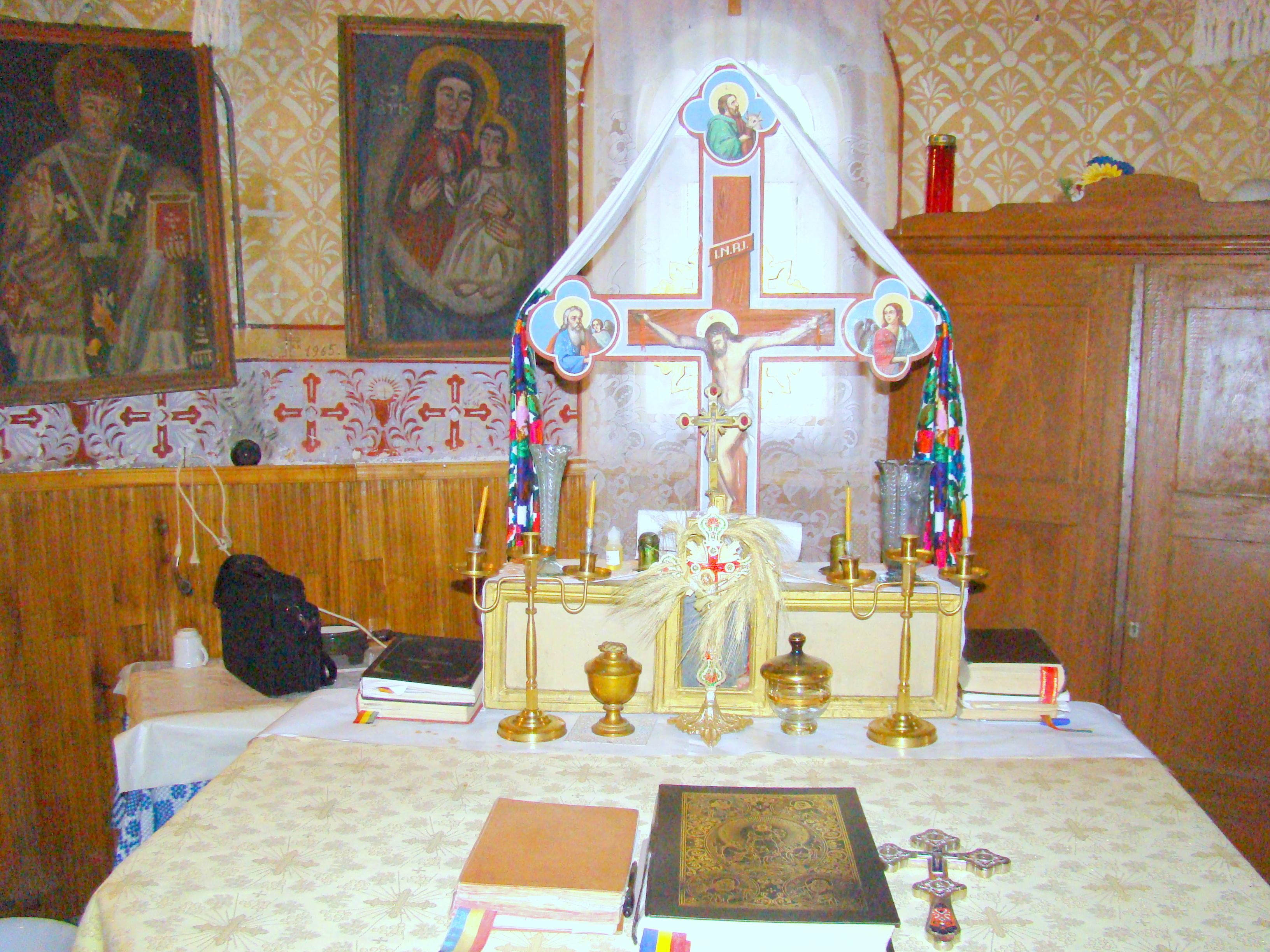
Masa altarului
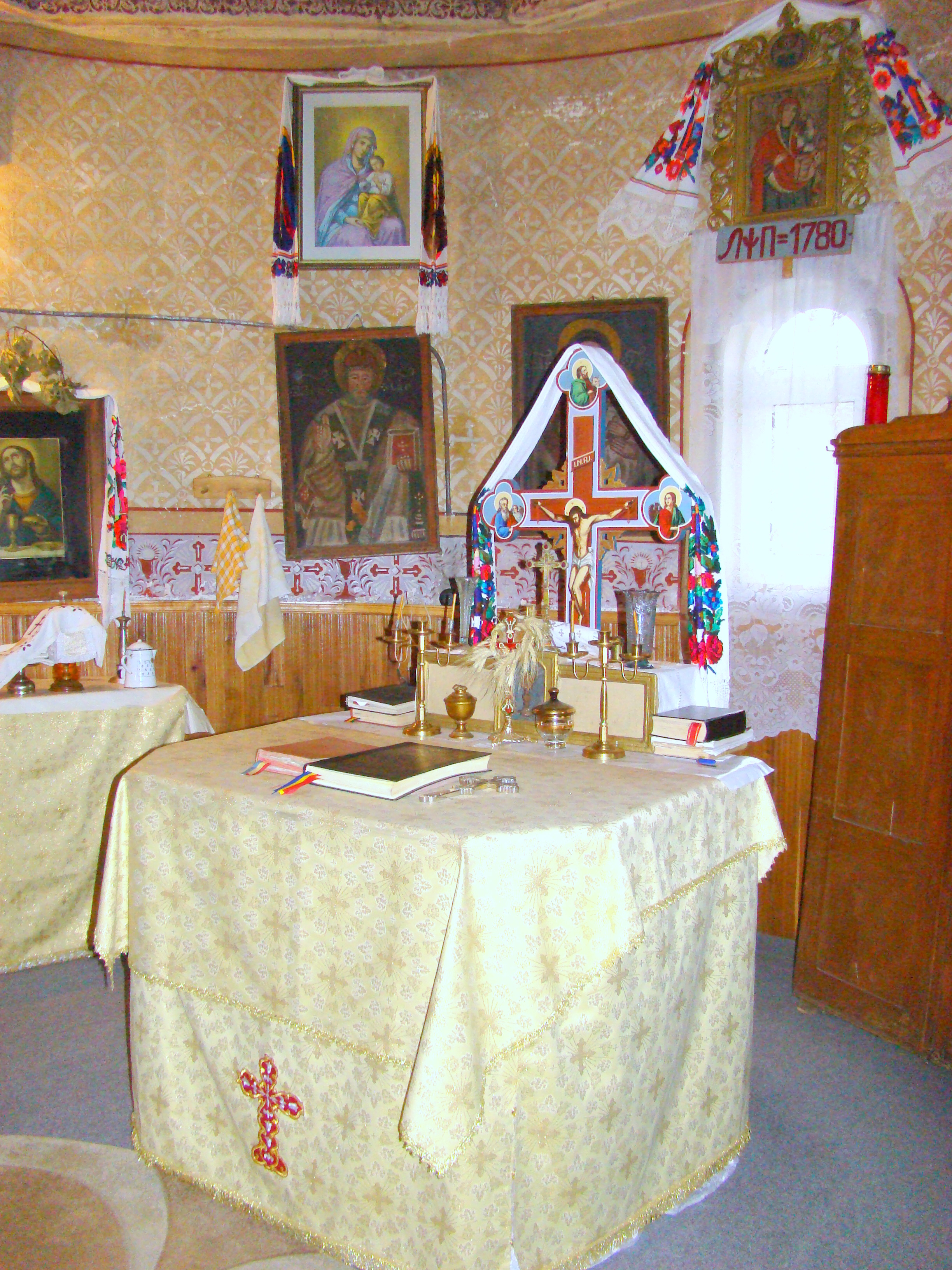
În altar
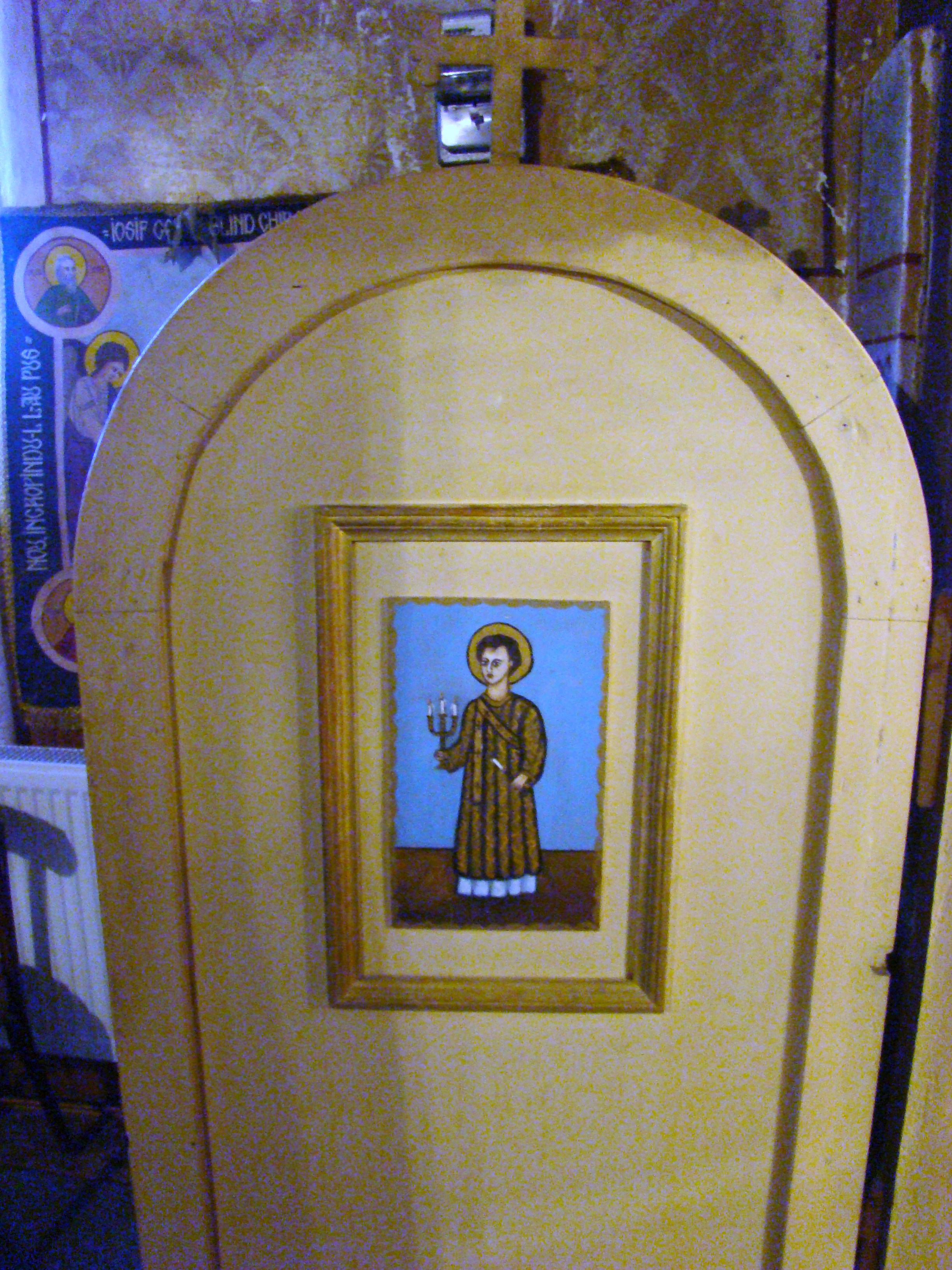
Ușă diaconească
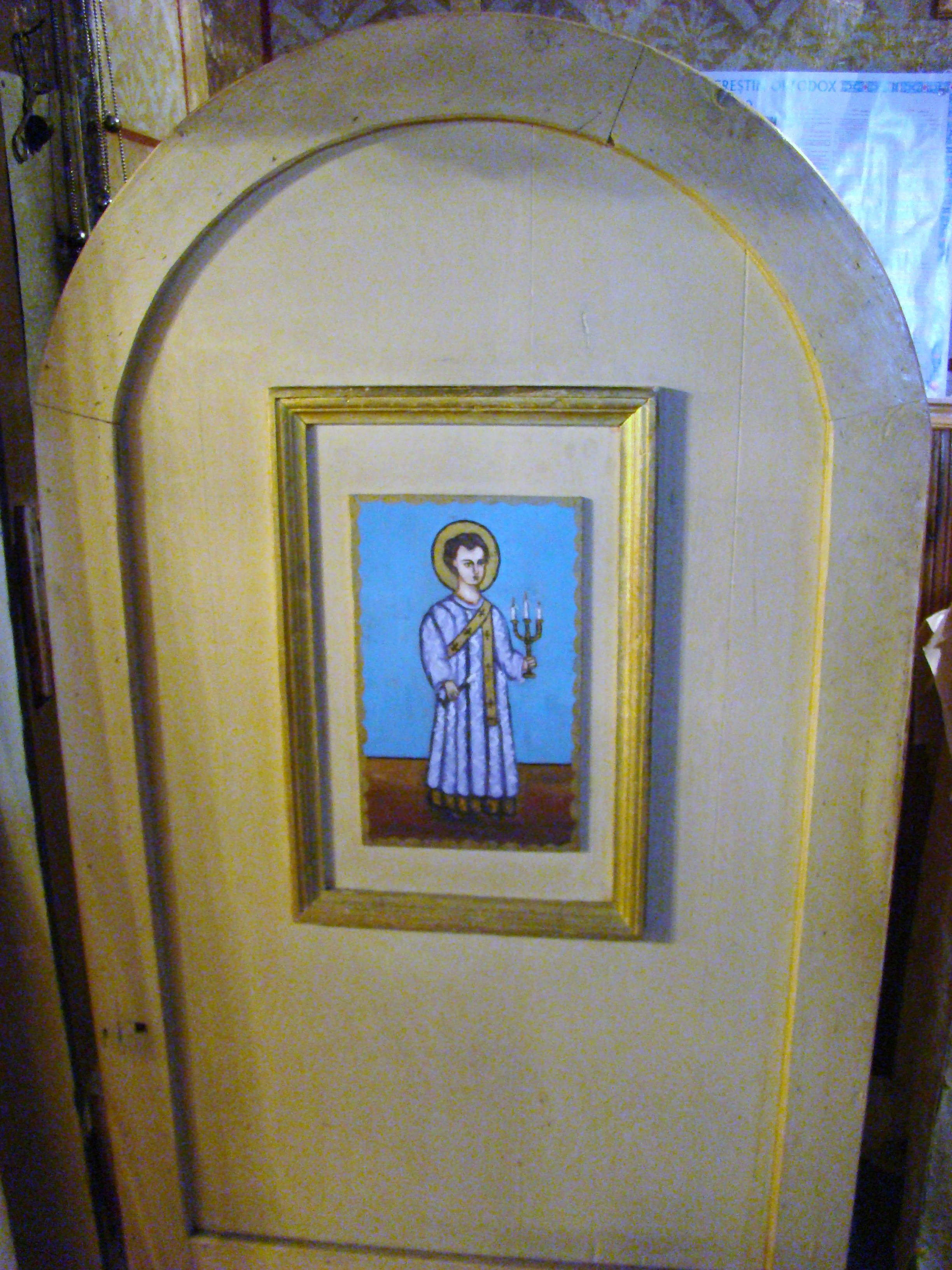
Ușă diaconească
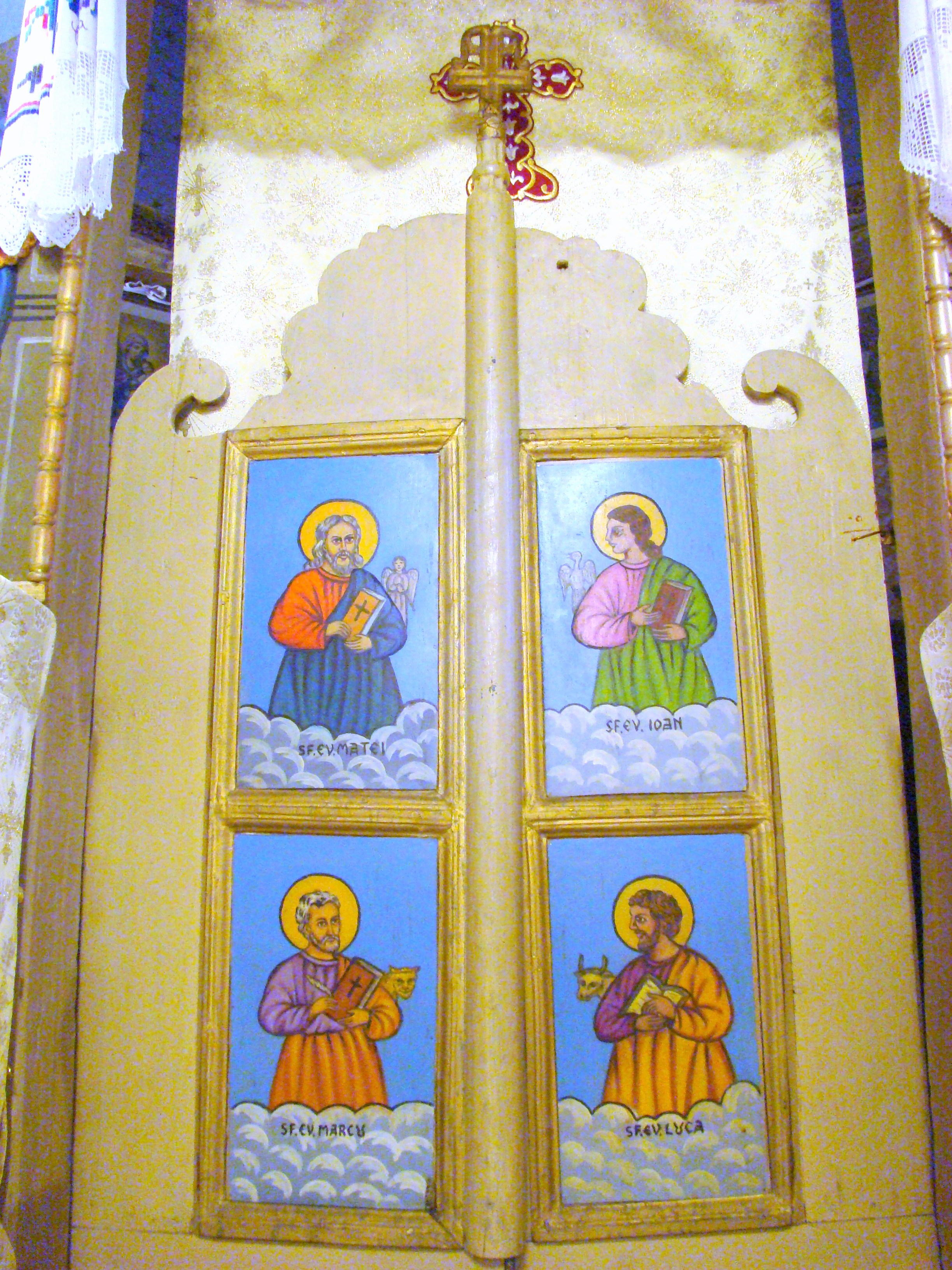
Ușile împărătești
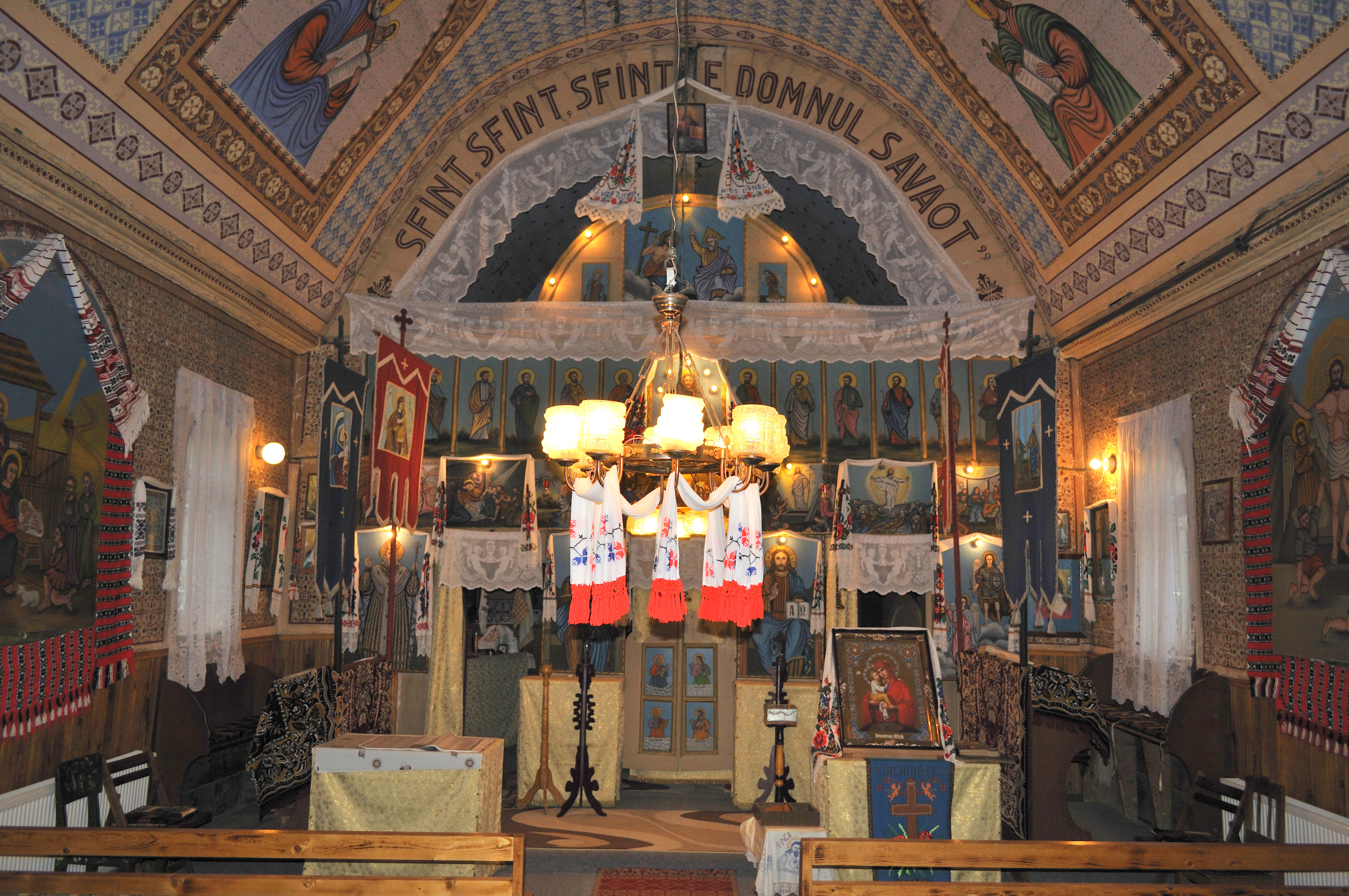
Interiorul navei
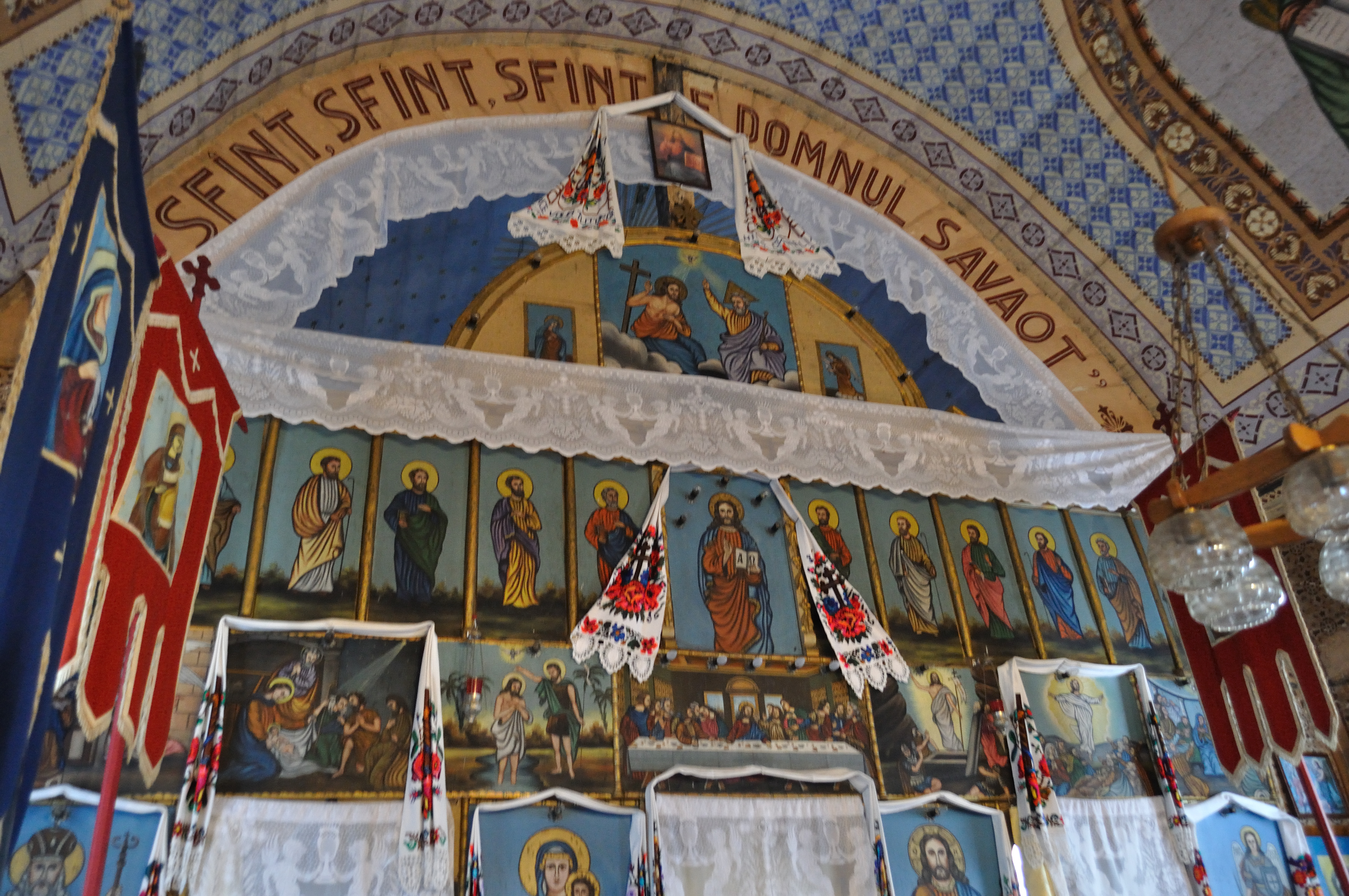
Catapeteasma
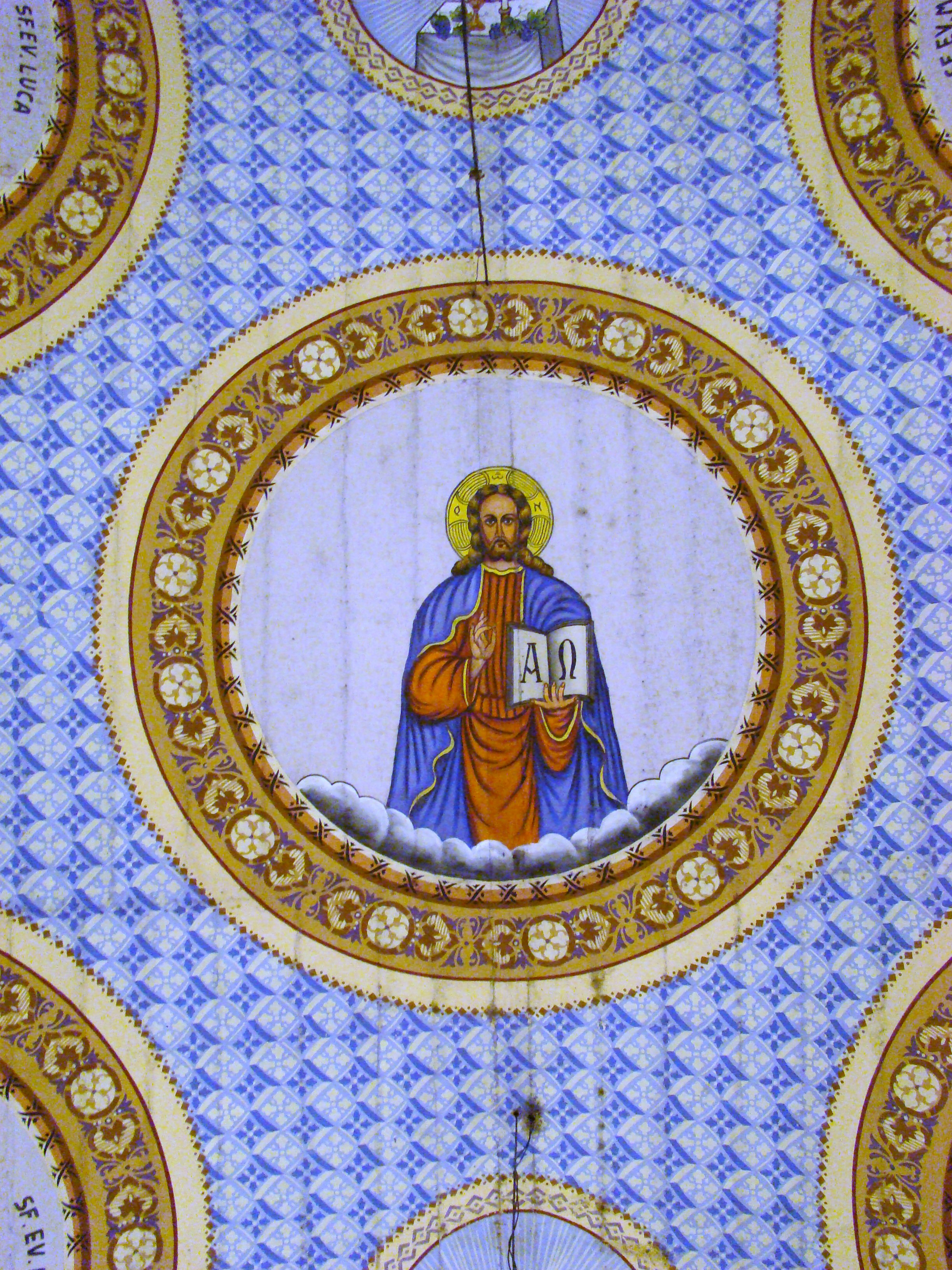
Pantocrator
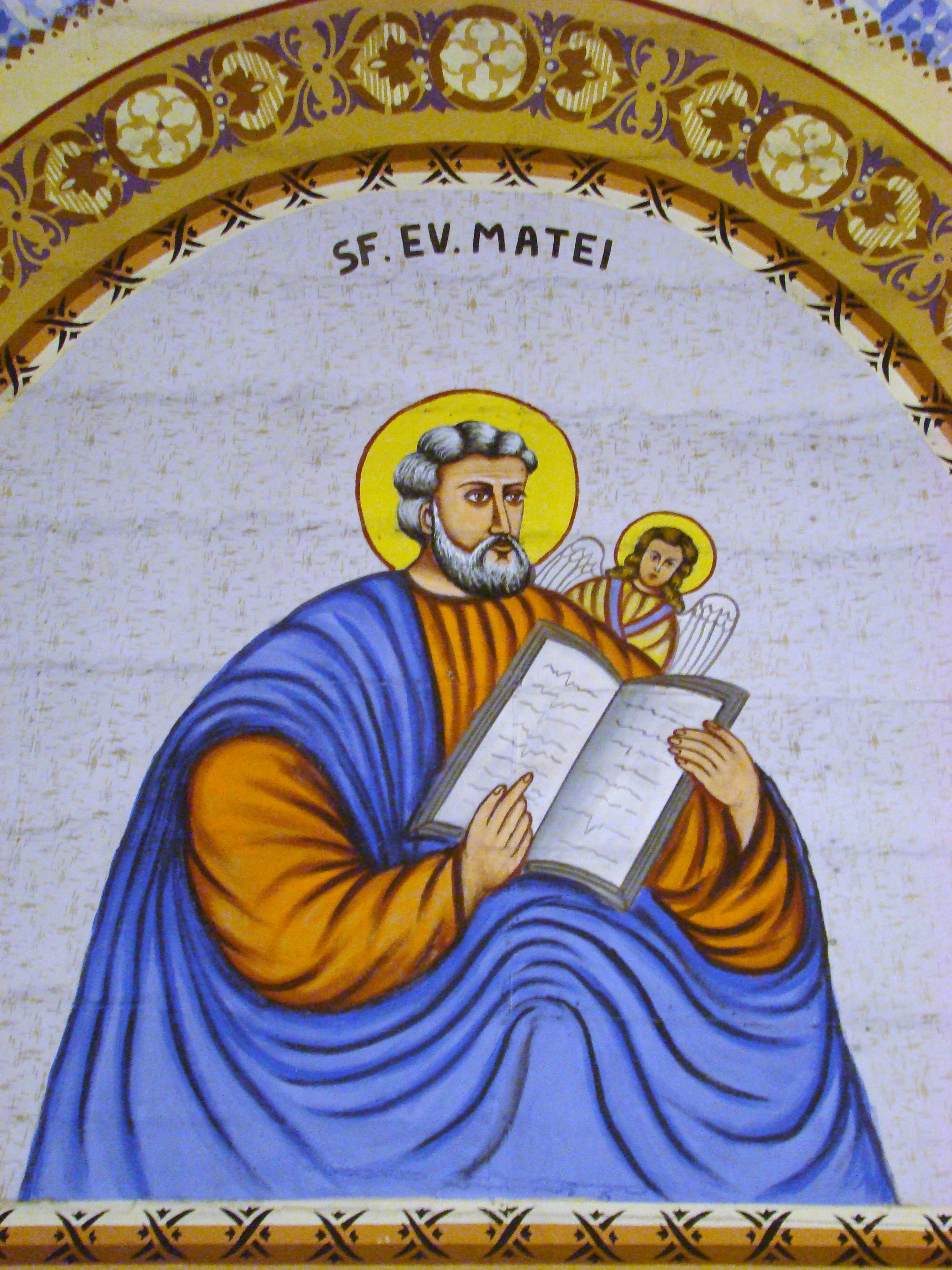
Evanghelistul Matei
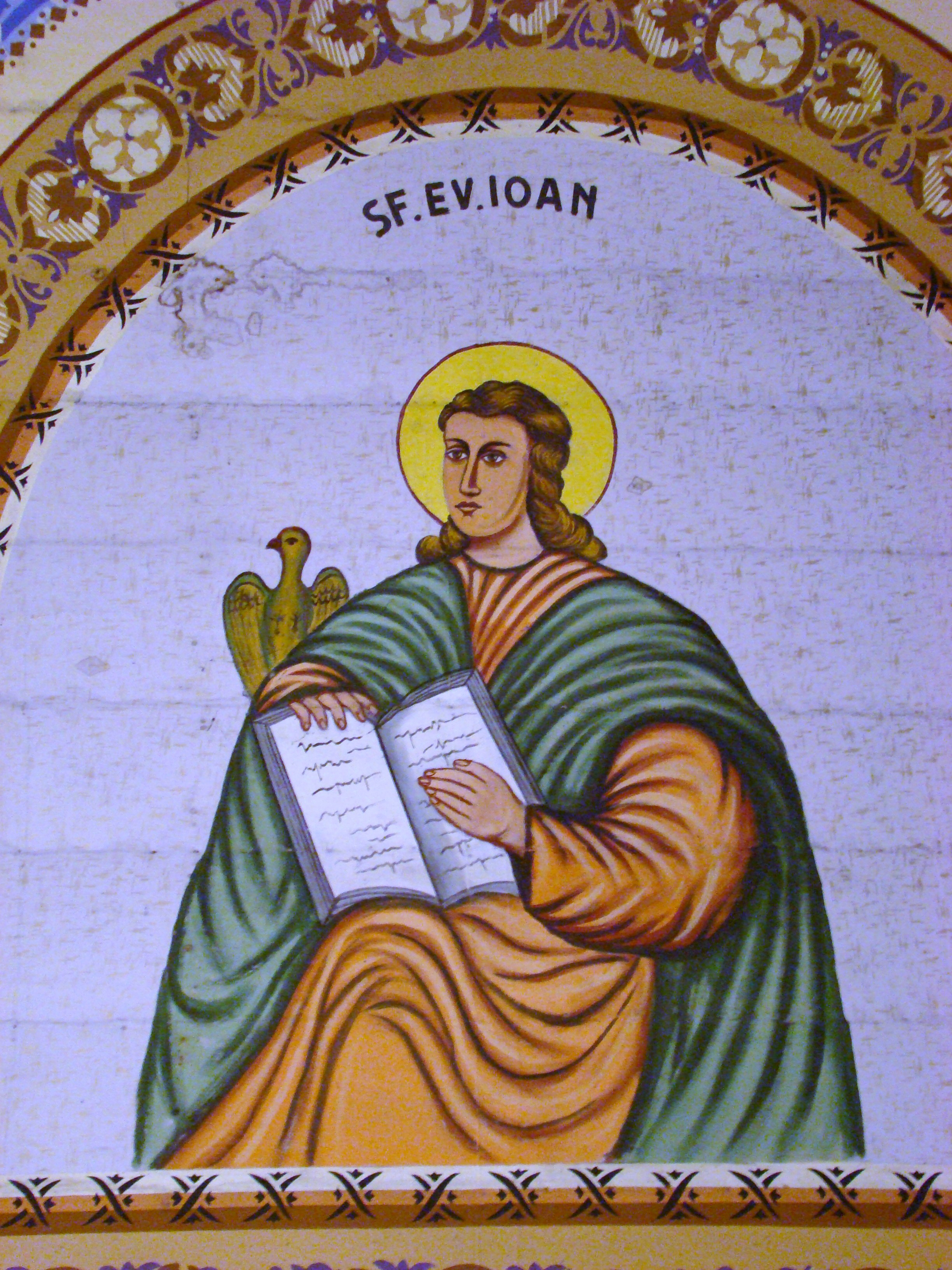
Evanghelistul Ioan
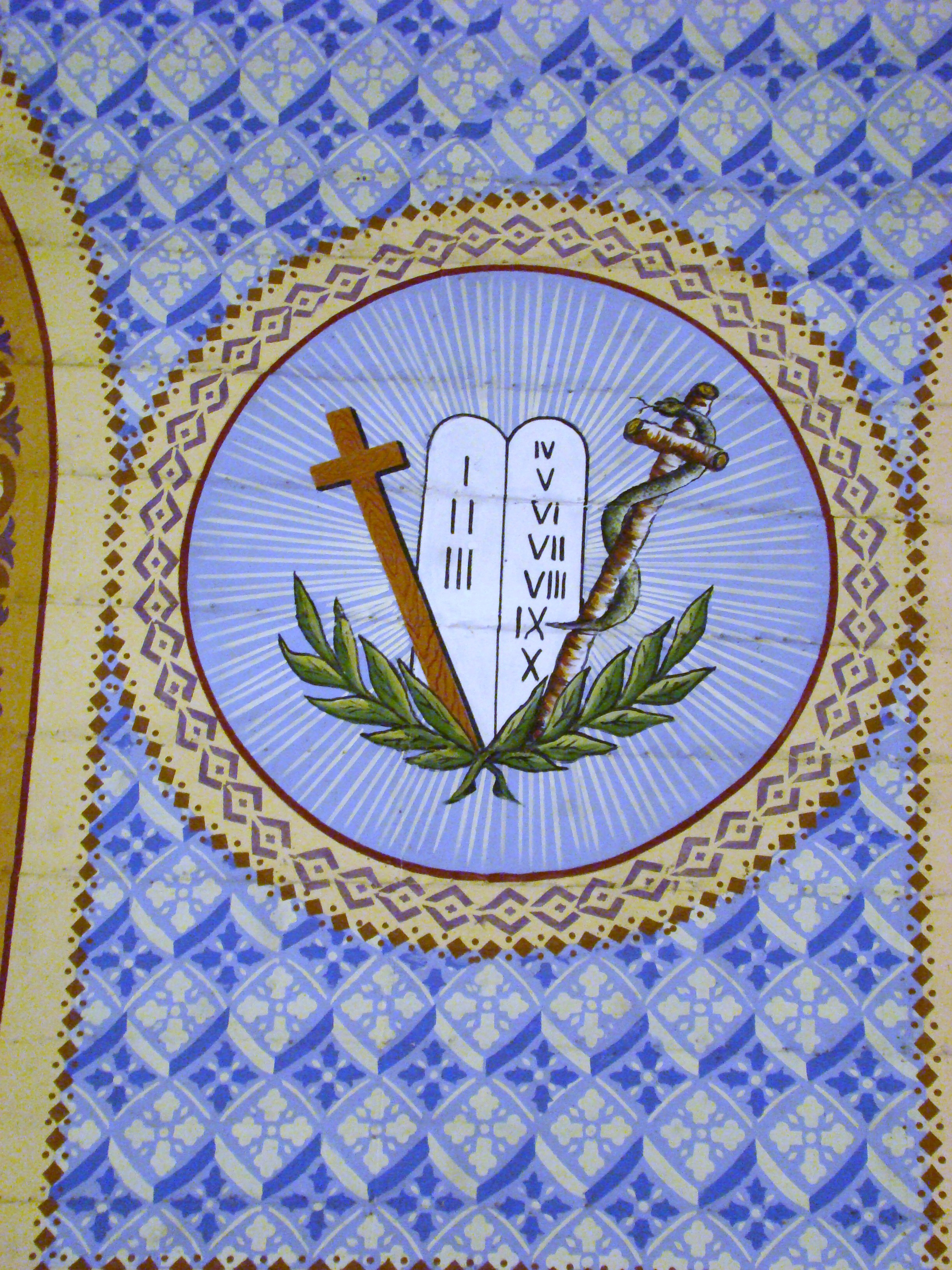
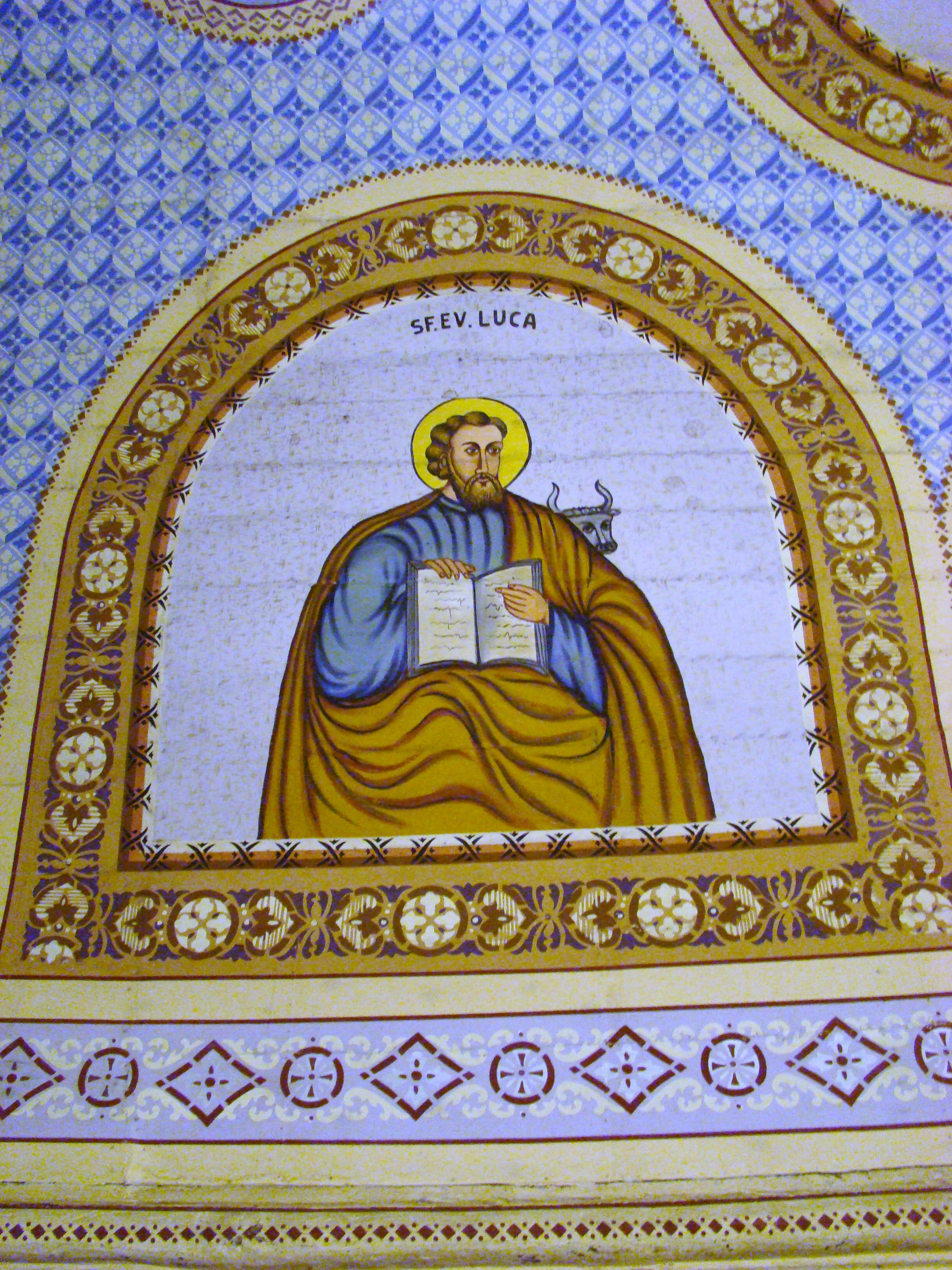
Evanghelistul Luca
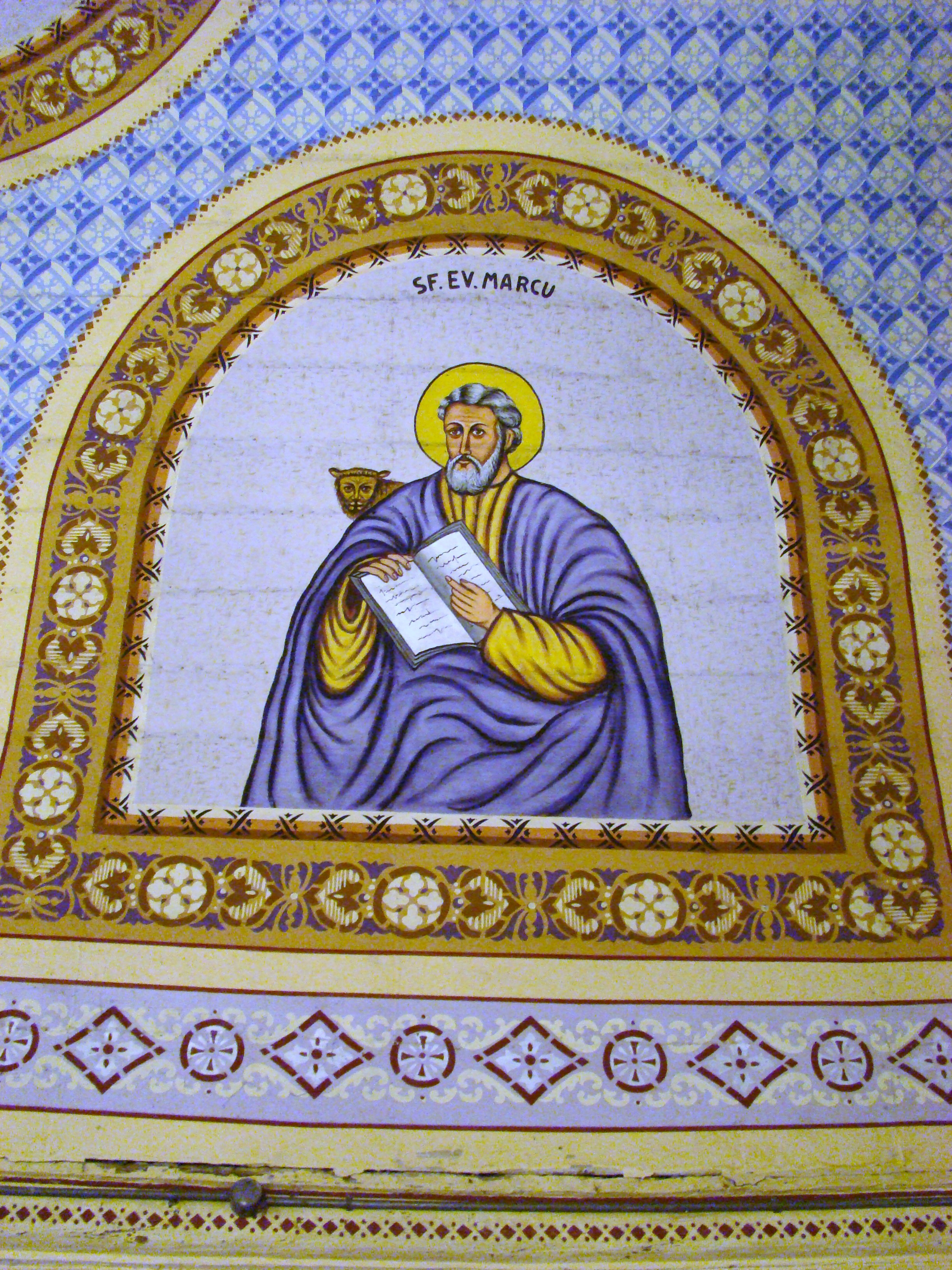
Evanghelistul Marcu
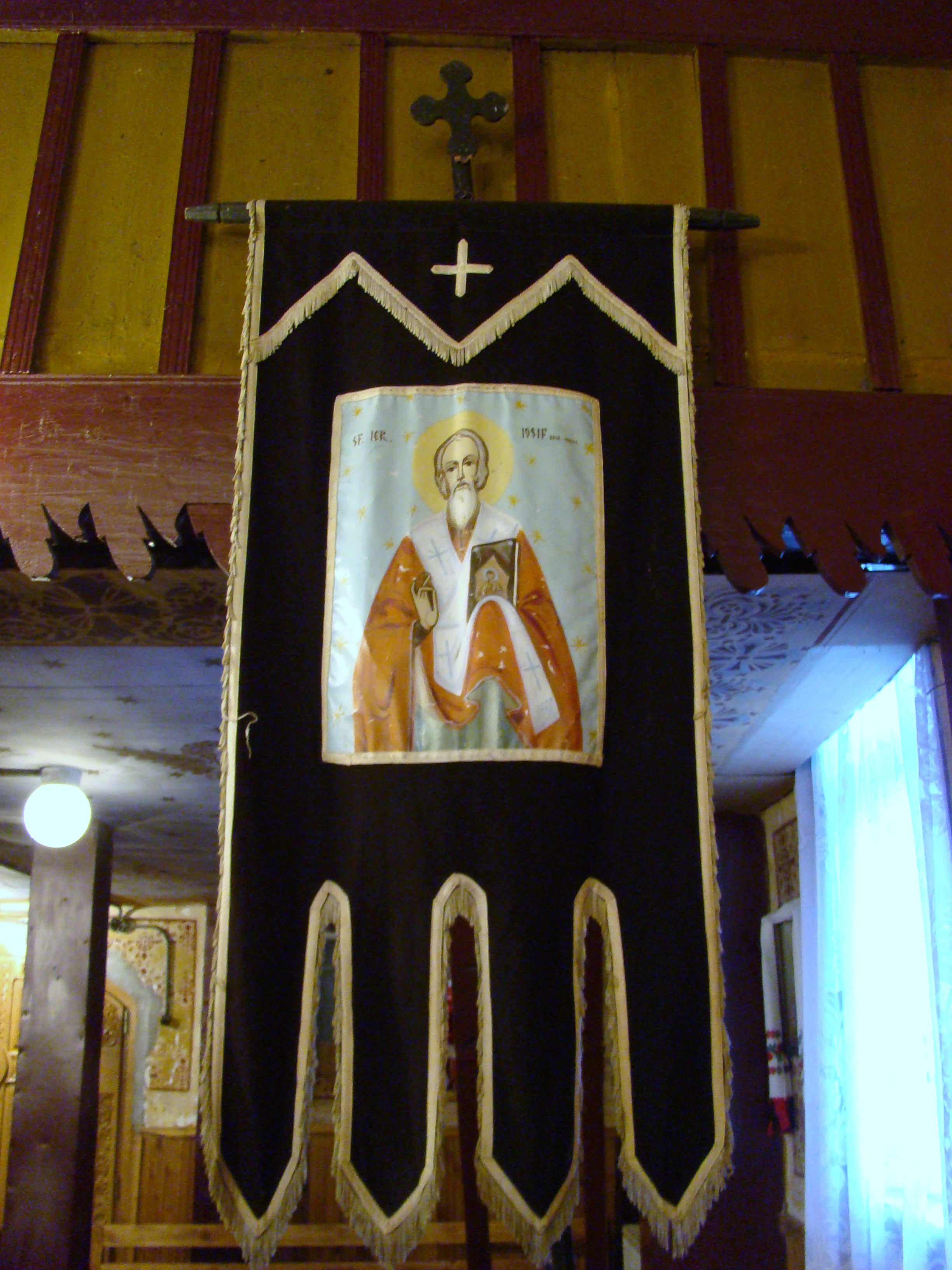
Prapur
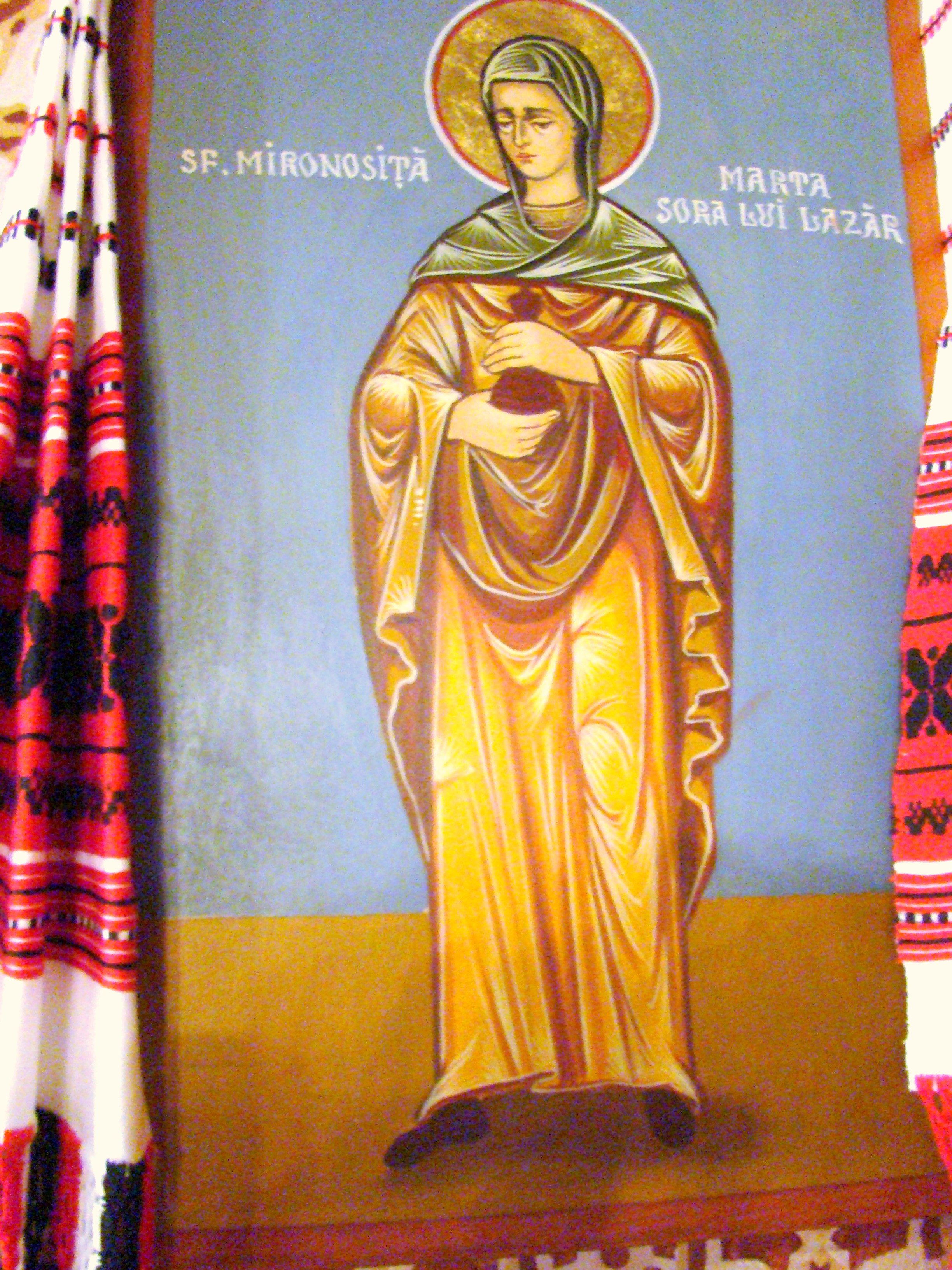
Sfânta mironosiță Marta, sora lui Lazăr
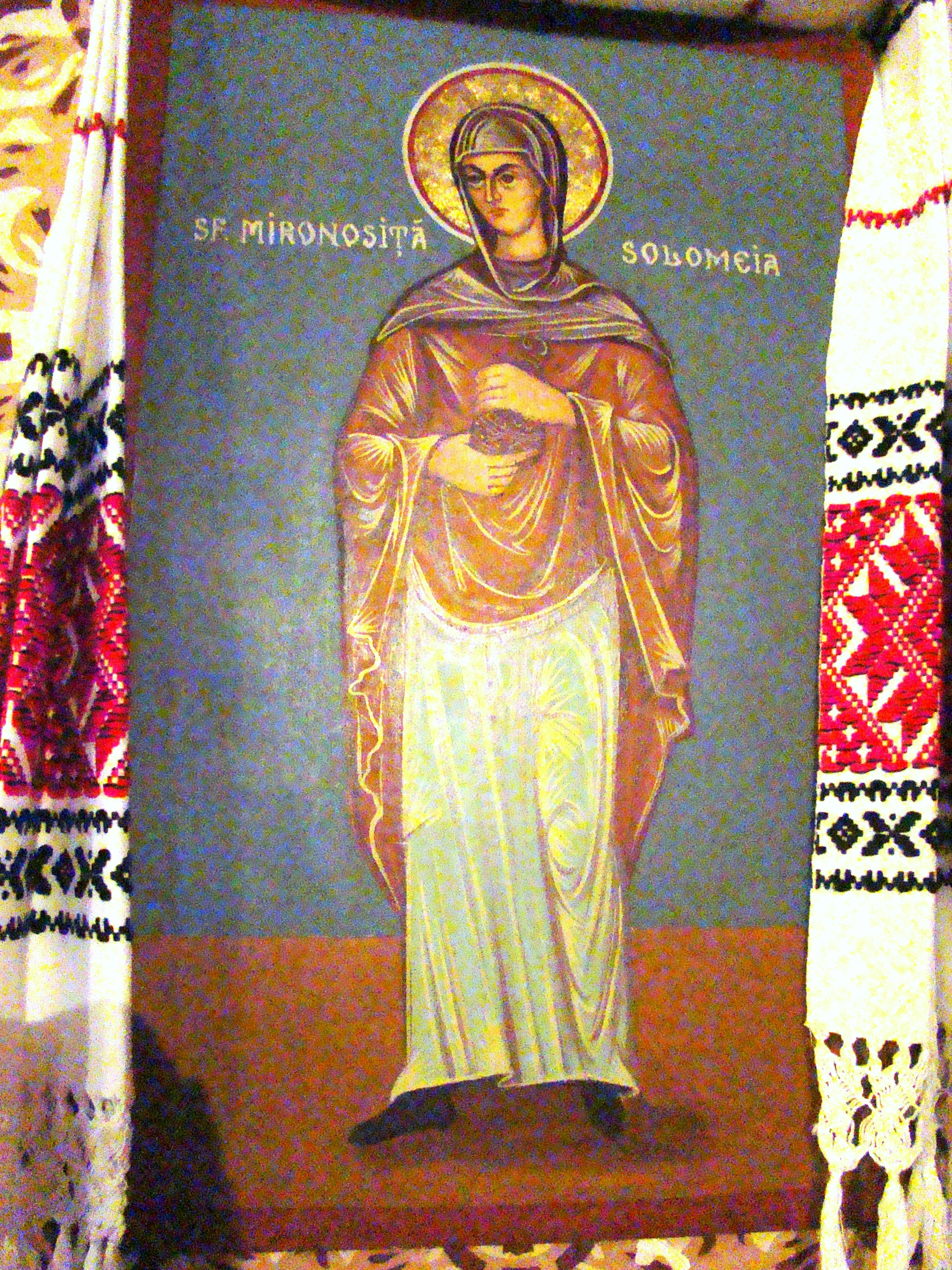
Sfânta mironosiță Solomeia
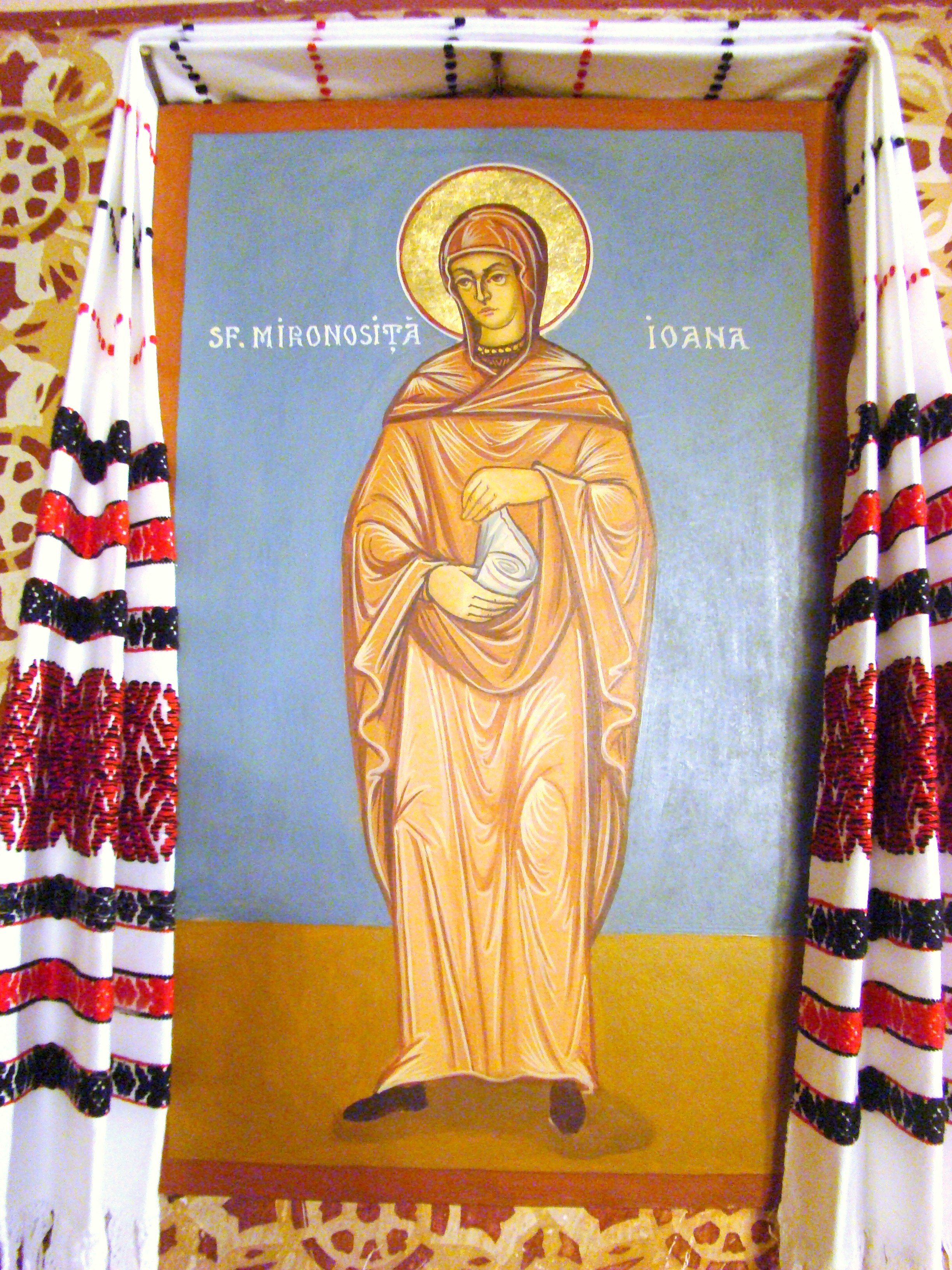
Sfânta mironosiță Ioana
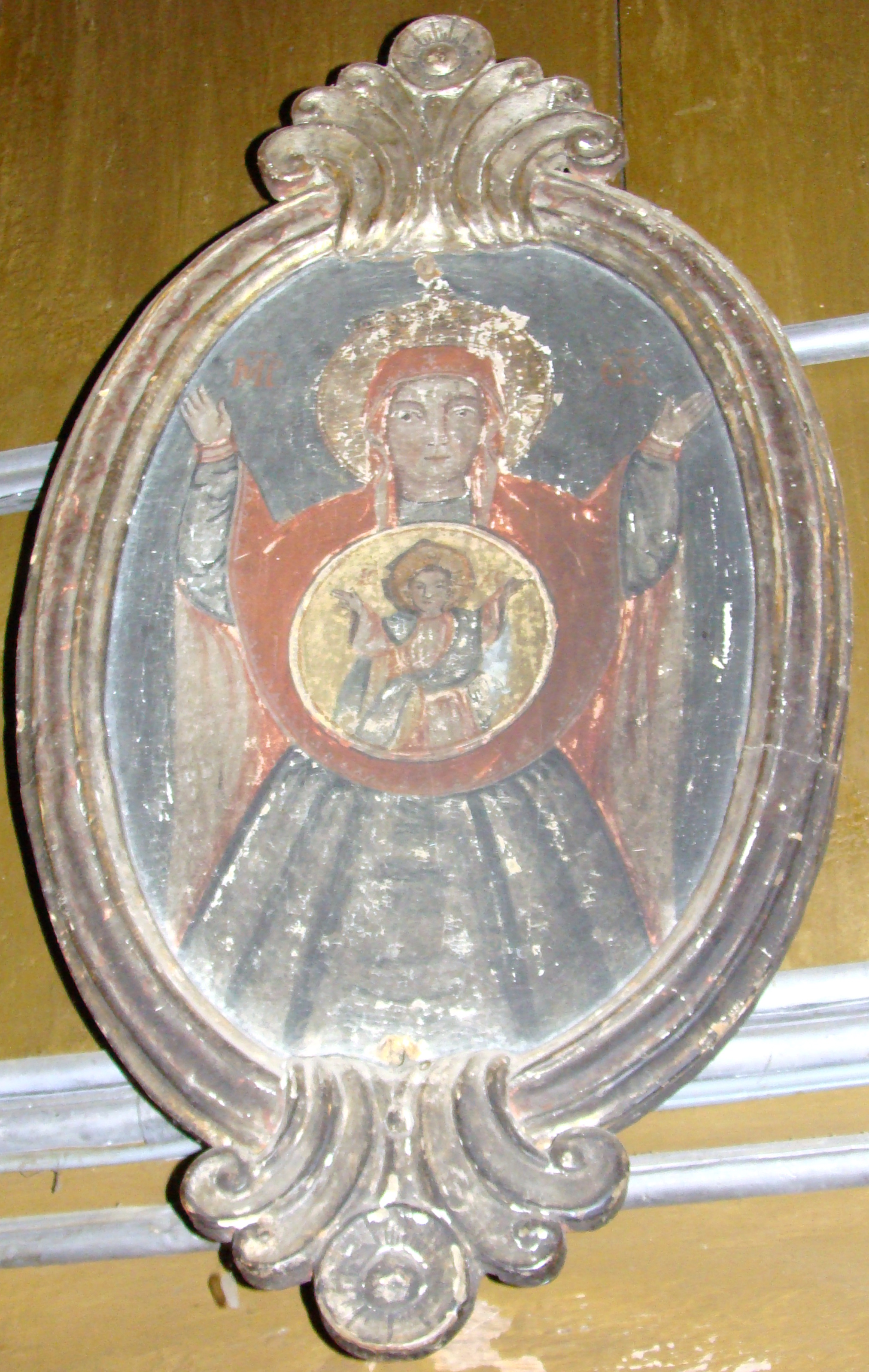
Maria Orantă
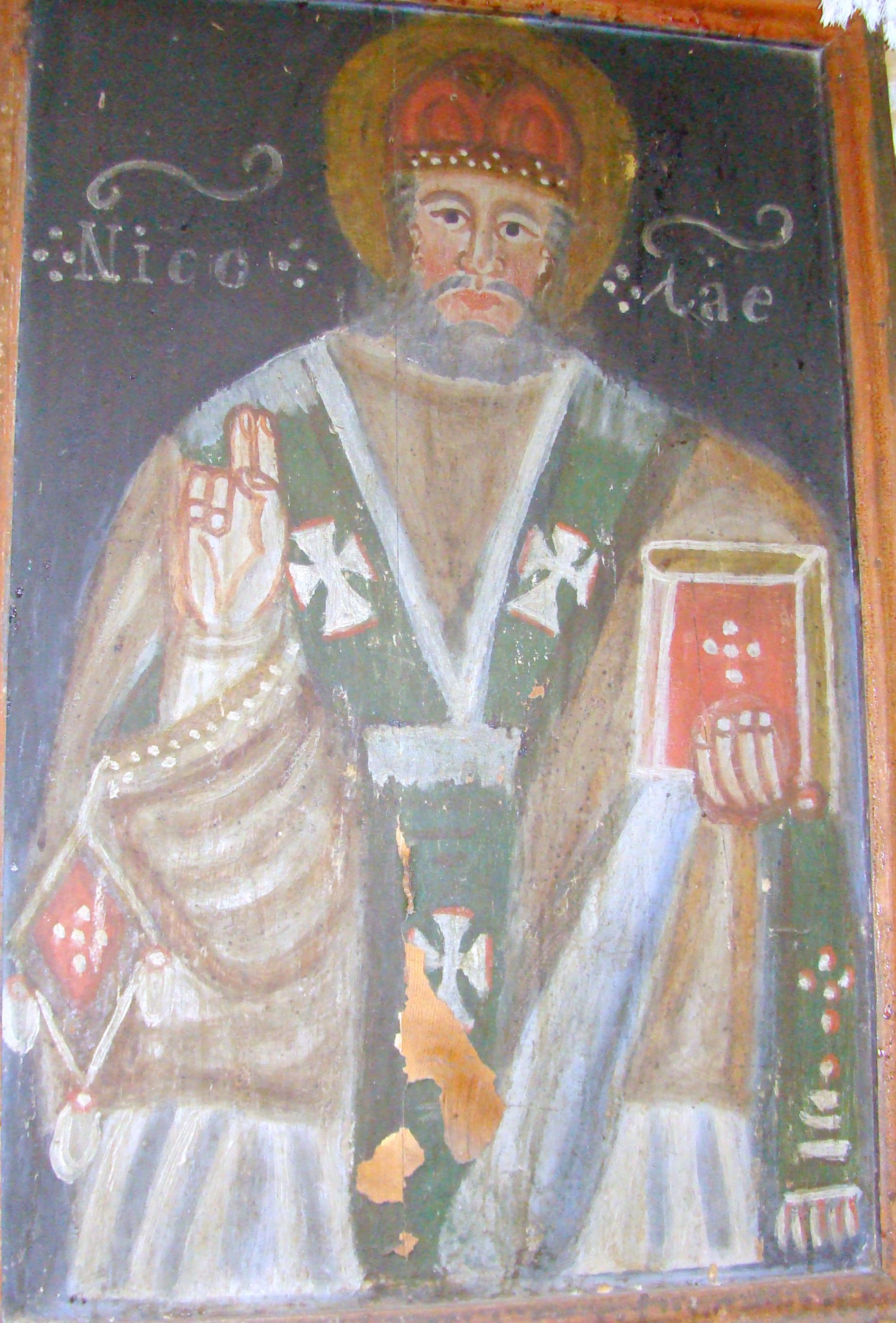
Sfântul Nicolae
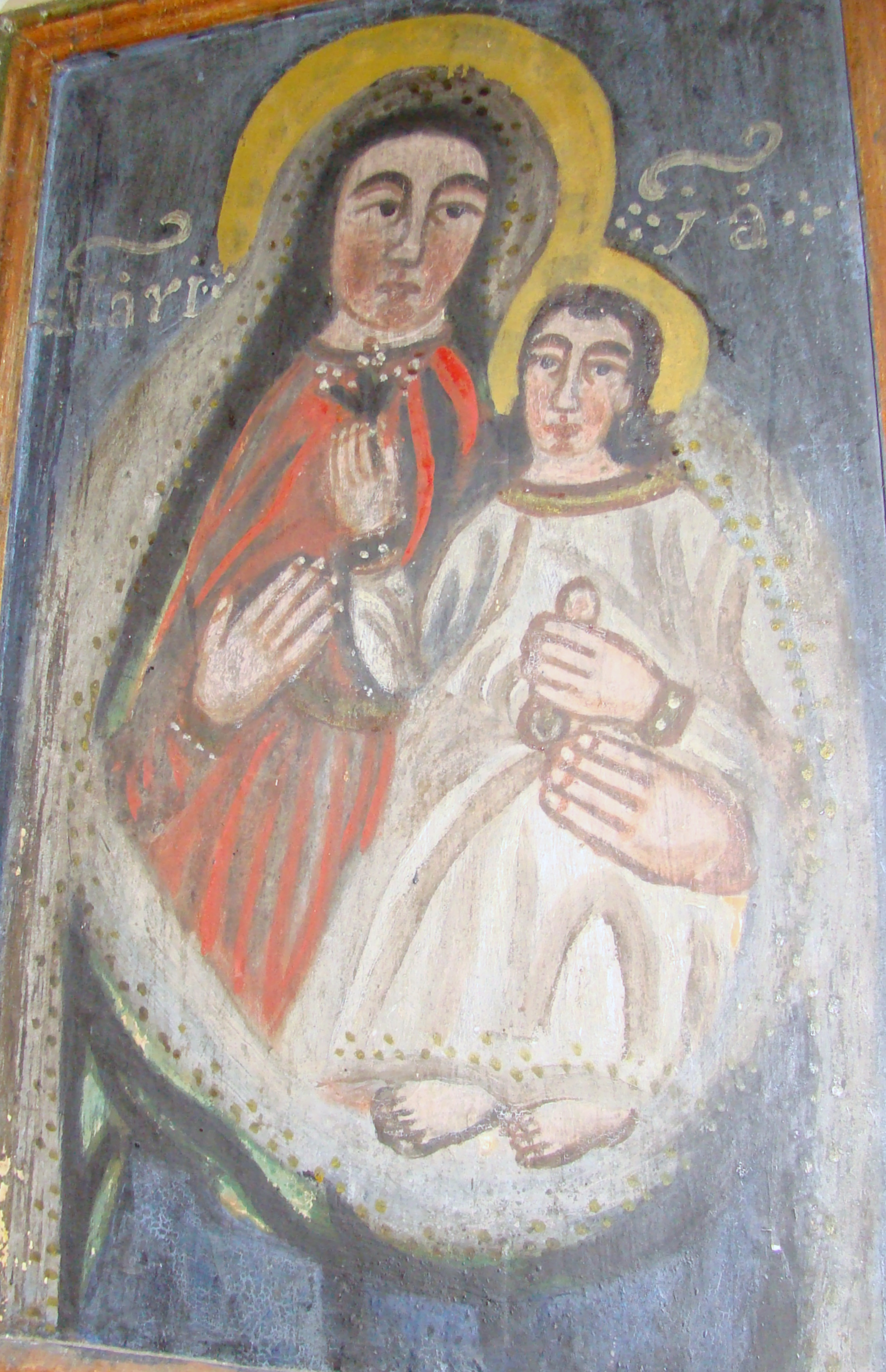
Maica Domnului cu pruncul
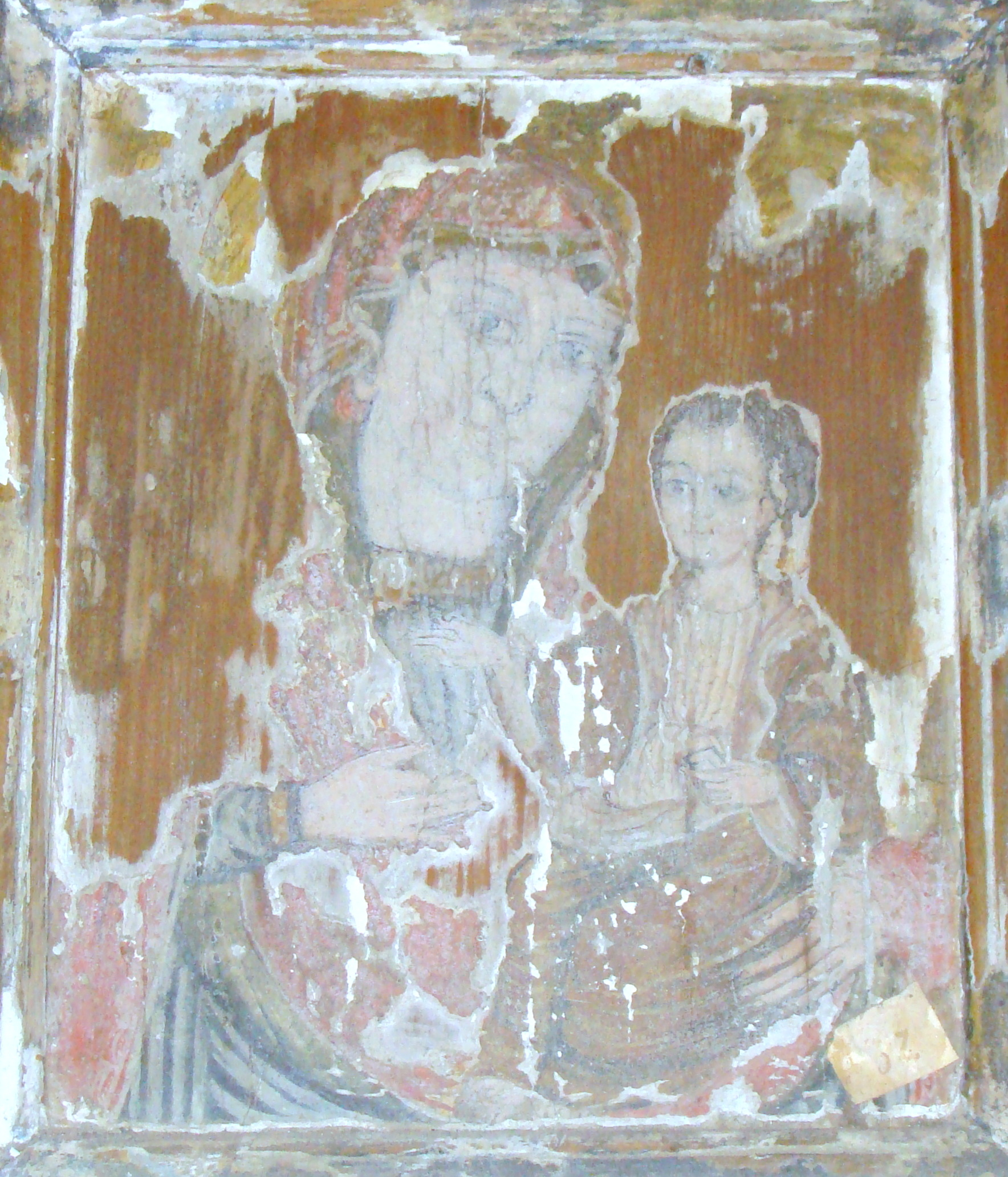
Maica Domnului cu pruncul
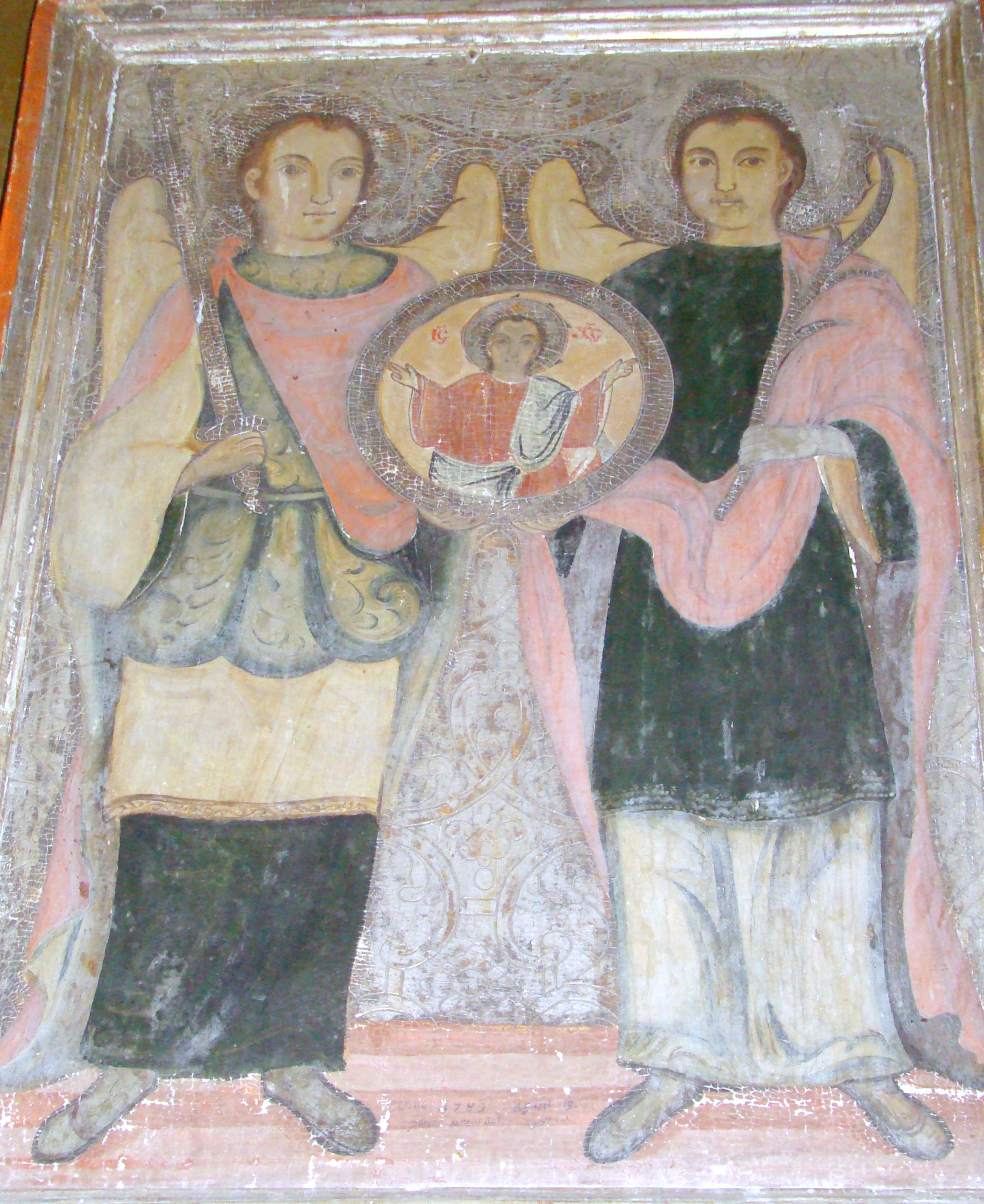
Sfinții Arhangheli
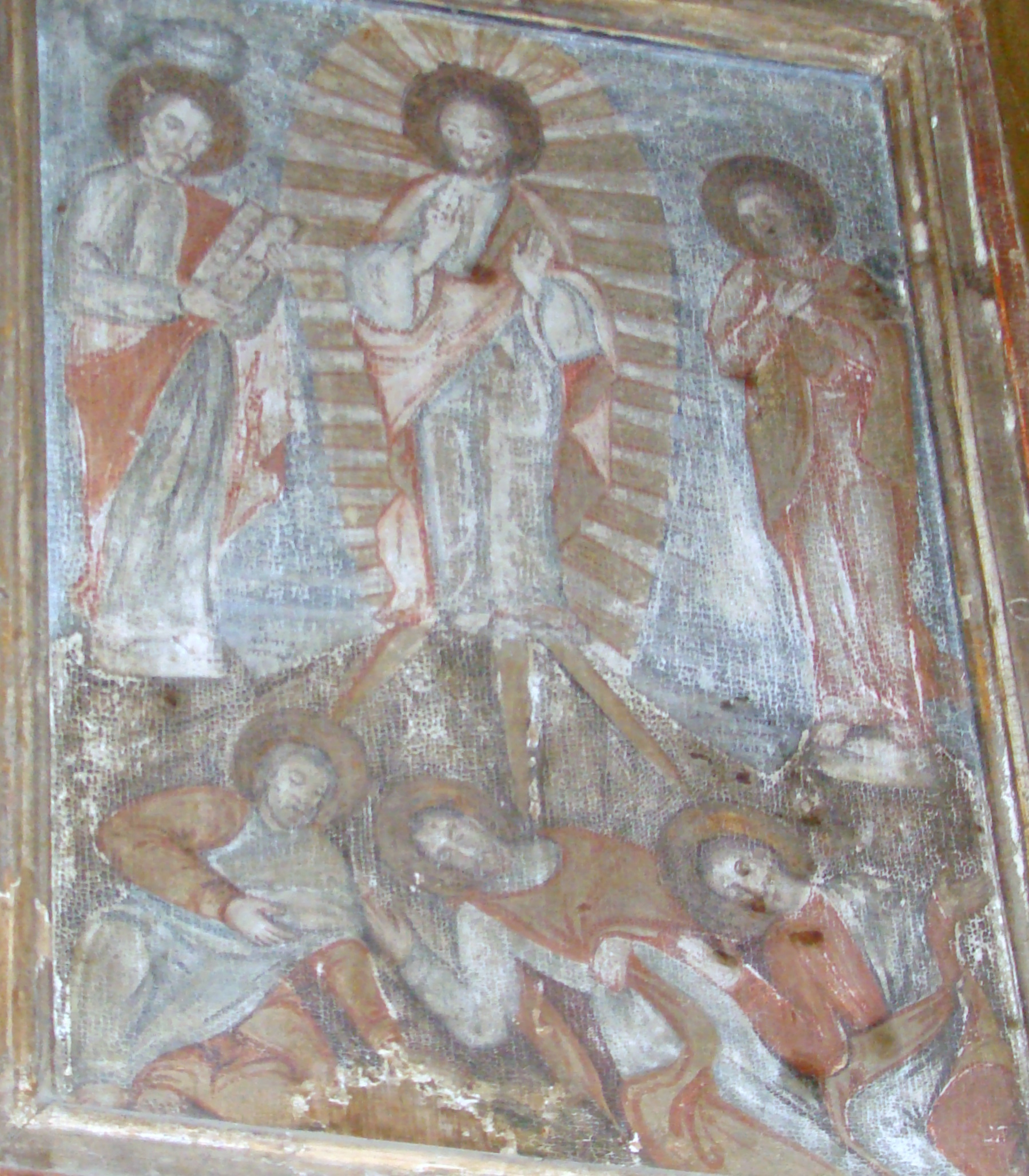
Icoană
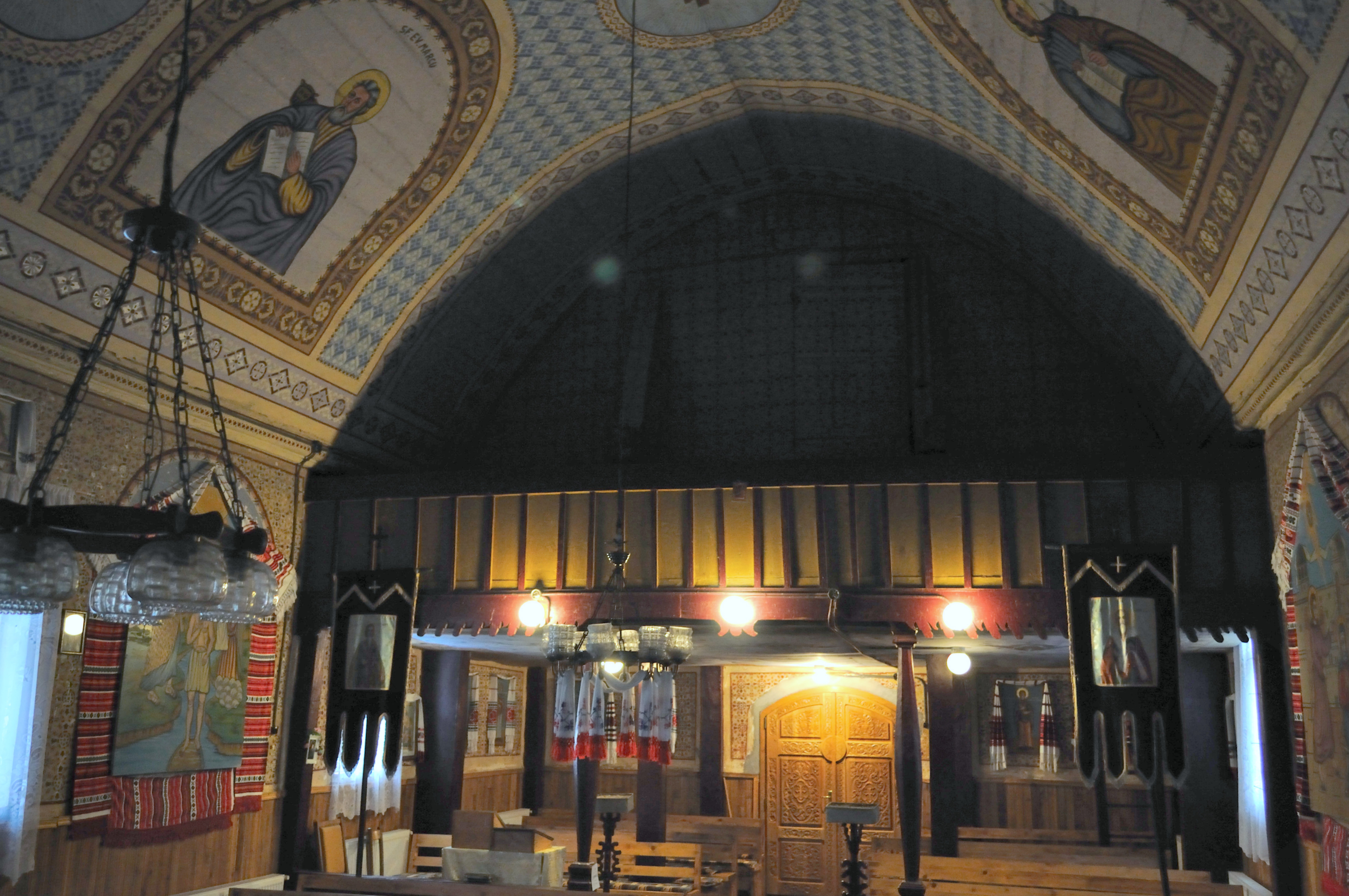
Interiorul navei către pronaos
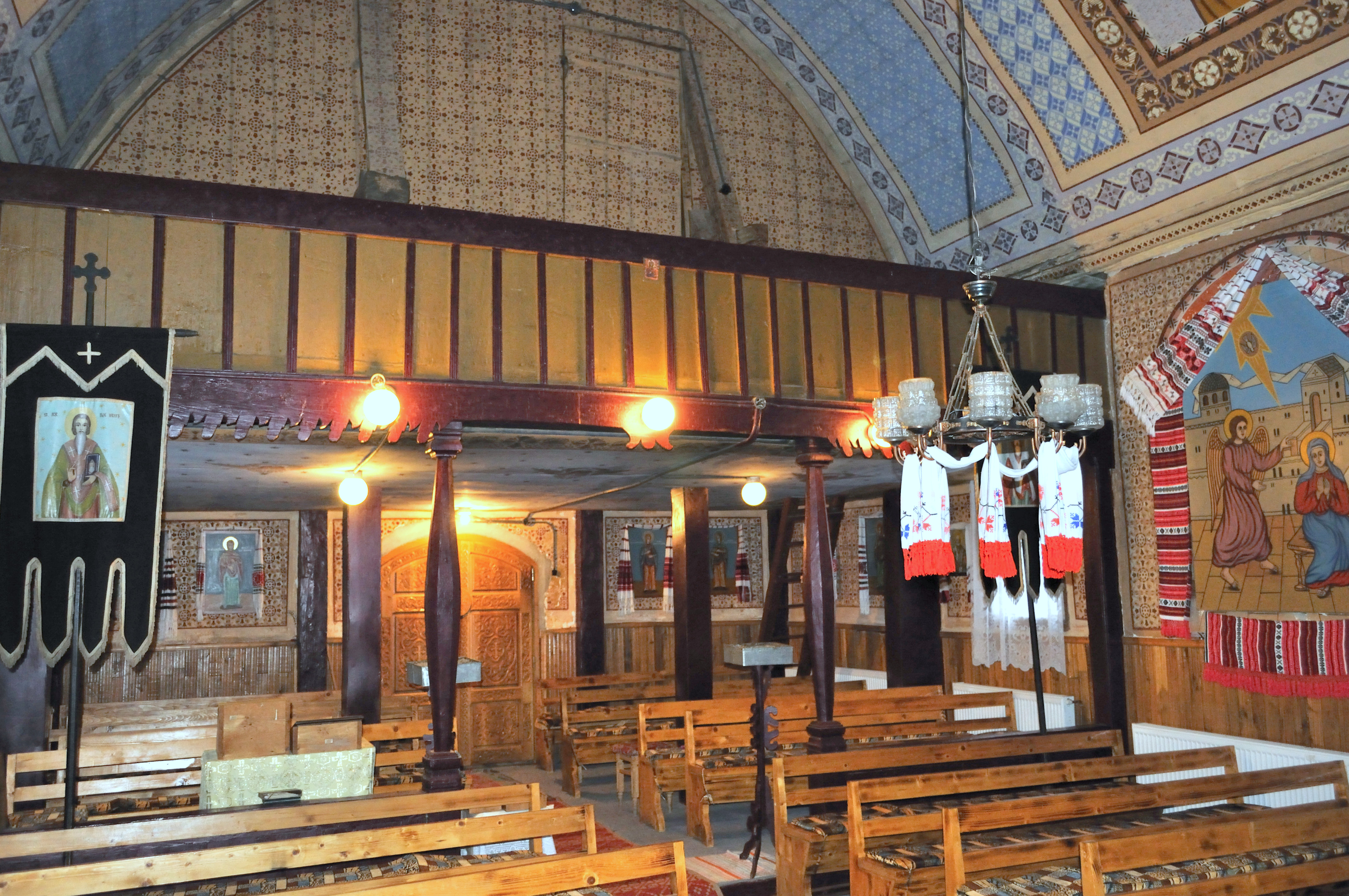
Interiorul navei către pronaos
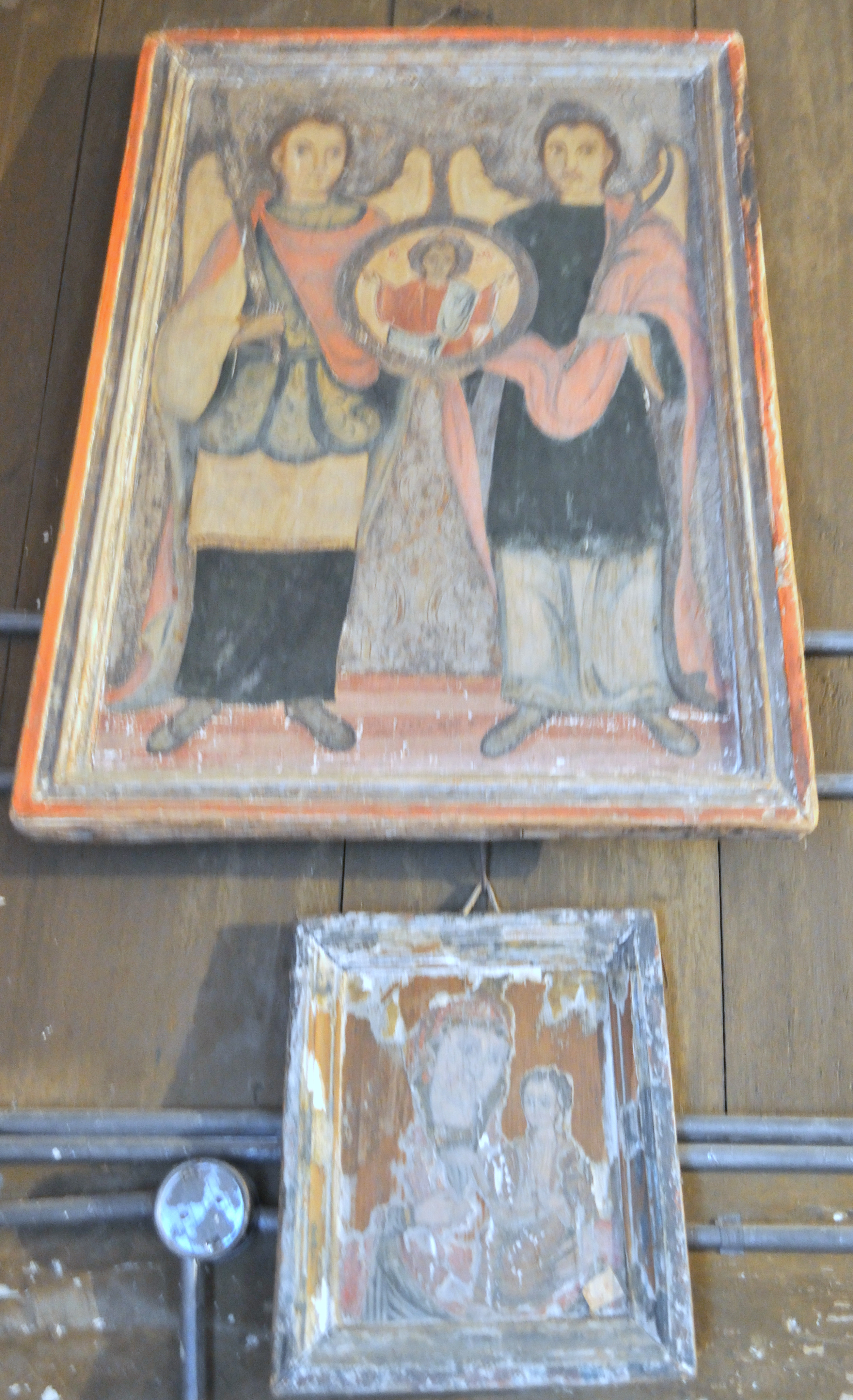
Icoane
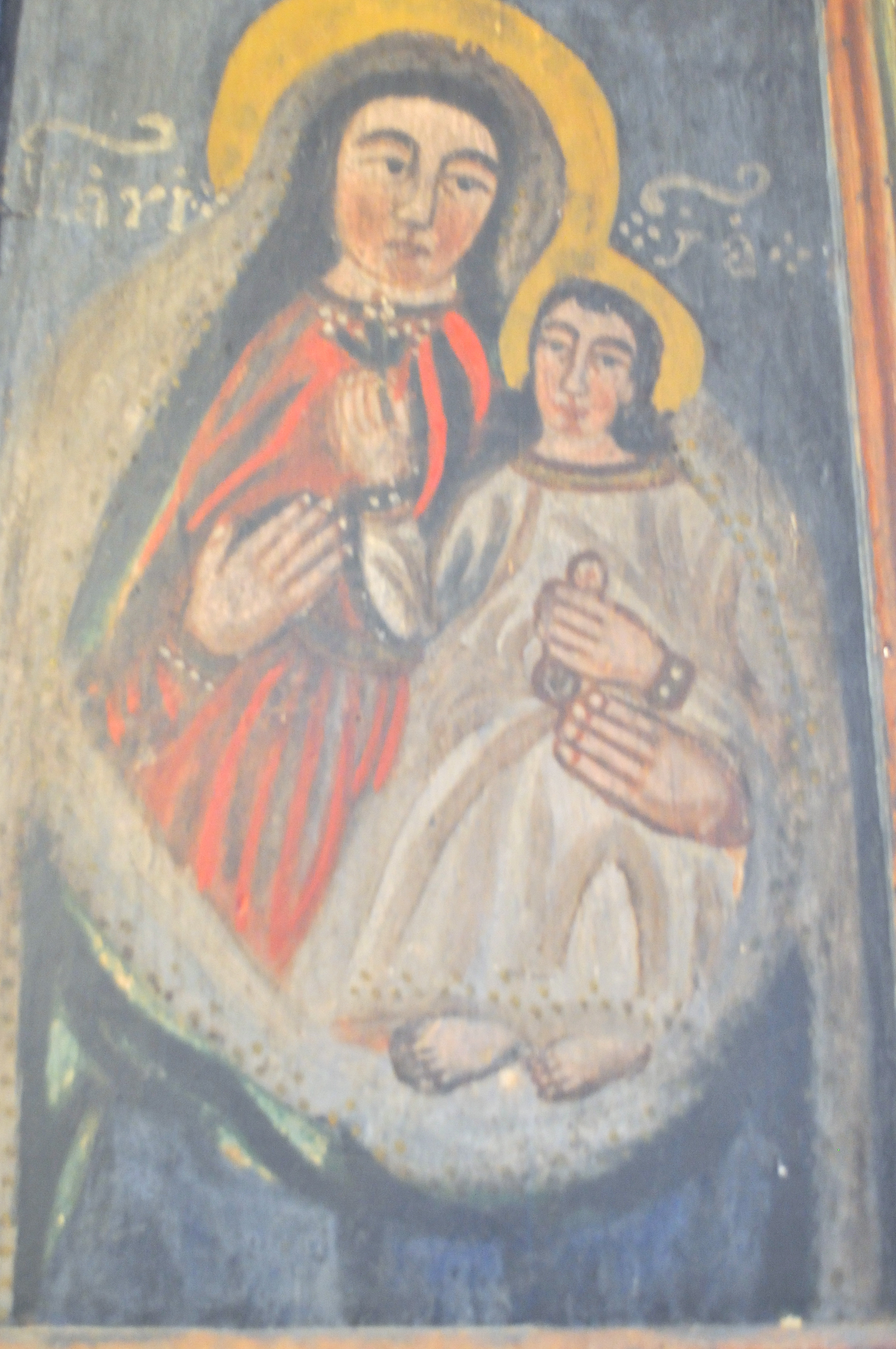
Maica Domnului cu pruncul
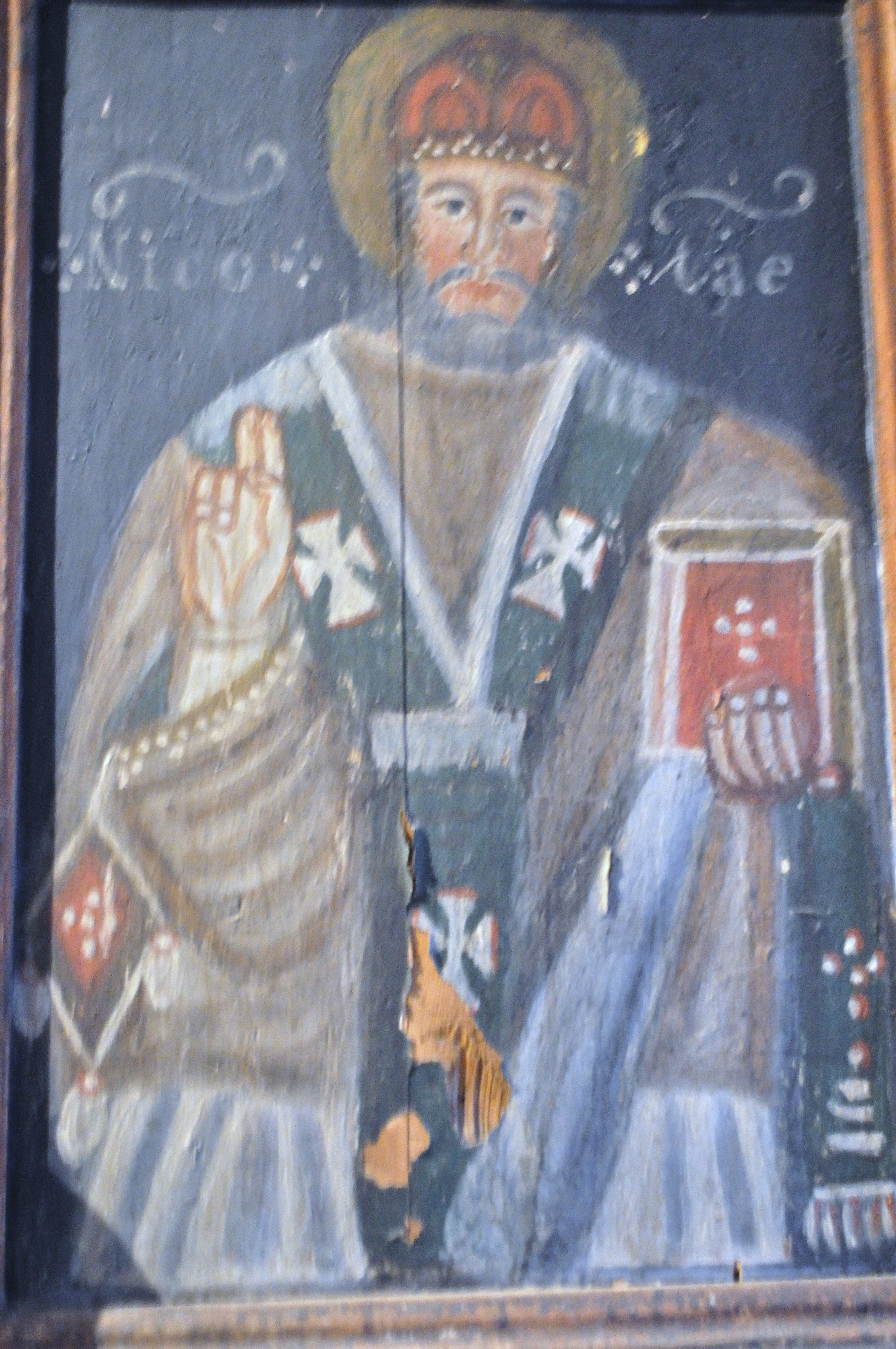
Sfântul Nicolae
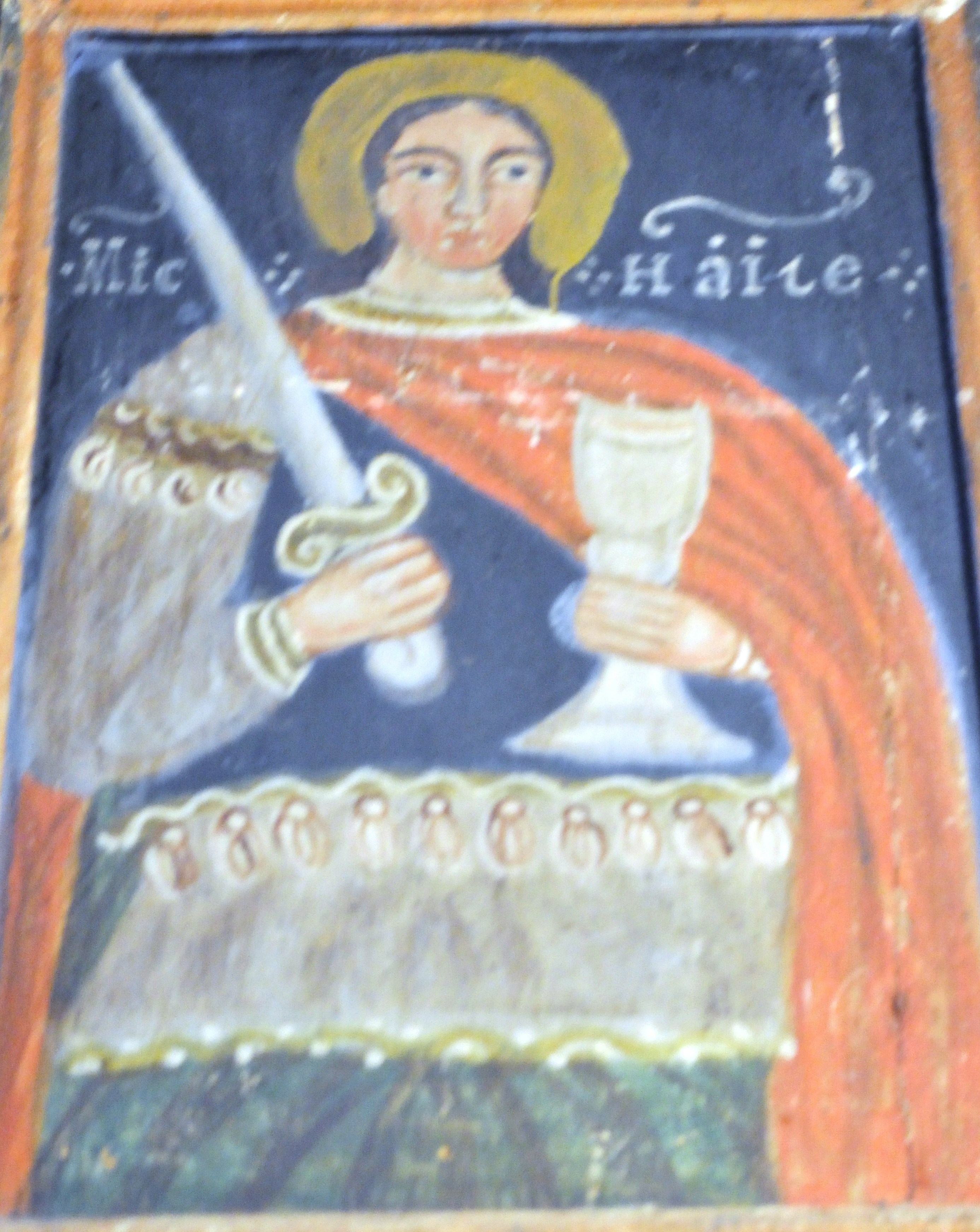
Arhanghelul Mihail
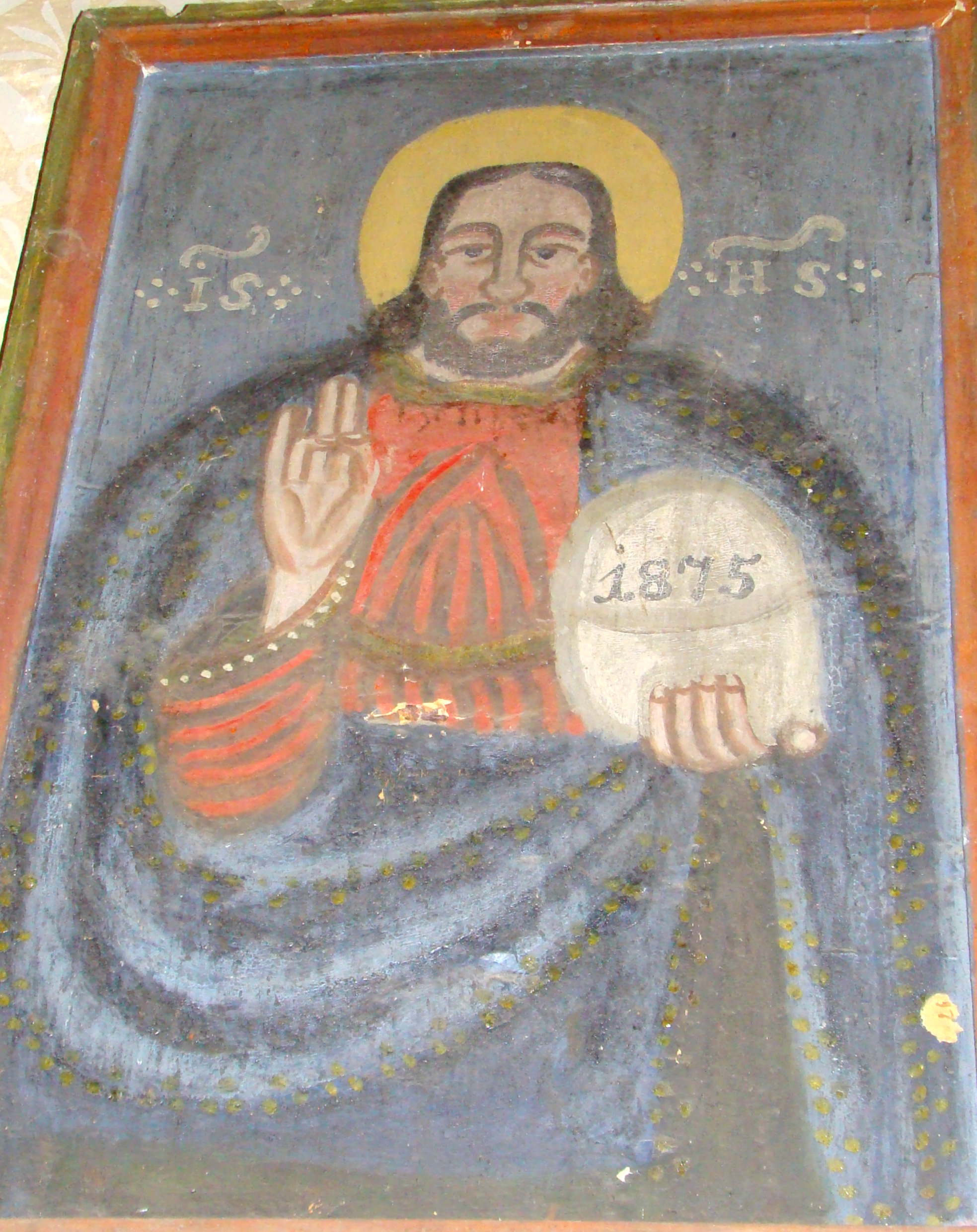
Iisus Hristos